# Biserica de lemn din Novaci-Români

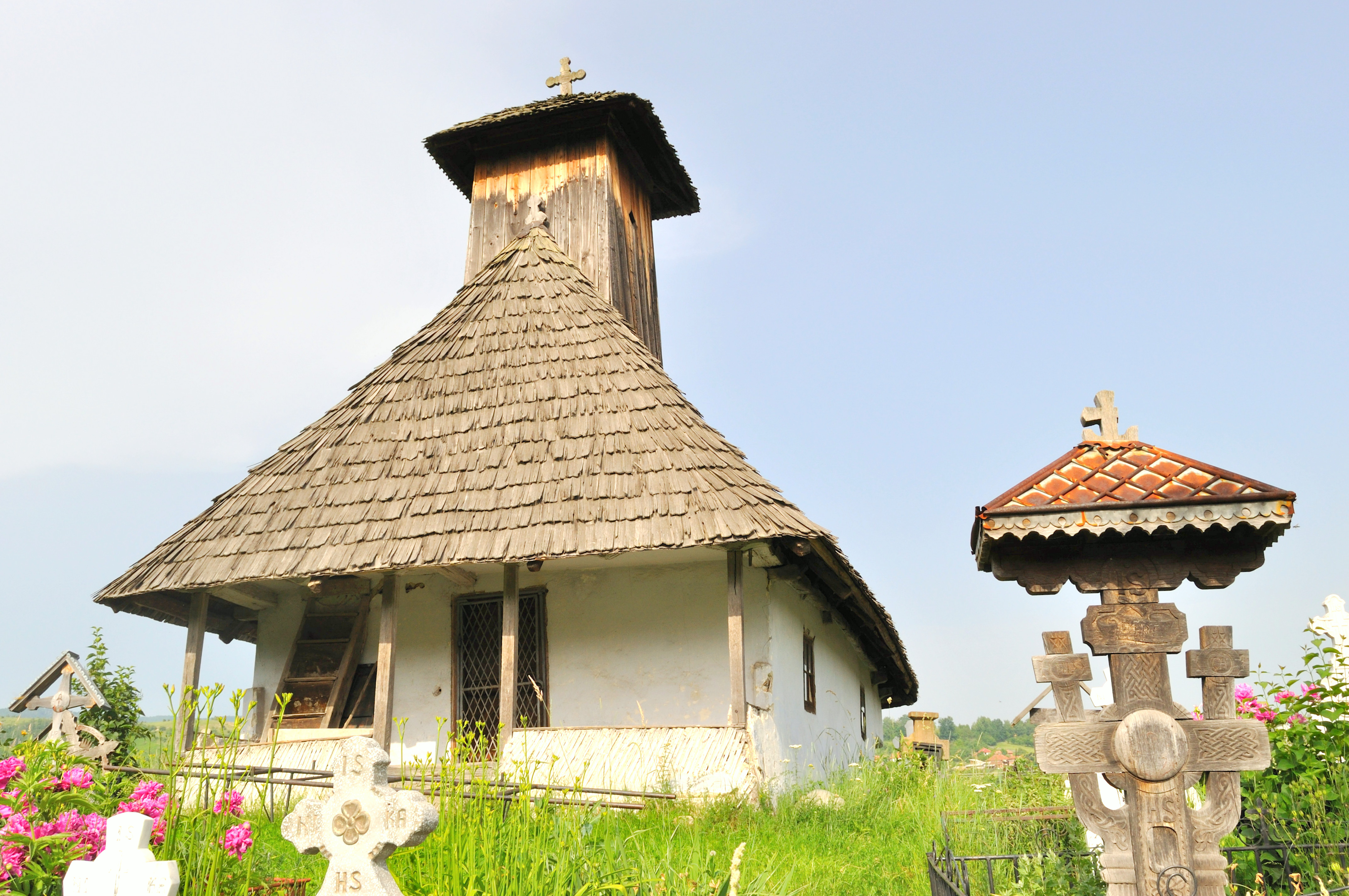
Biserica de lemn „Sfinții Îngeri” din Novaci-Români, oraș Novaci, județul Gorj, foto: iunie 2010.

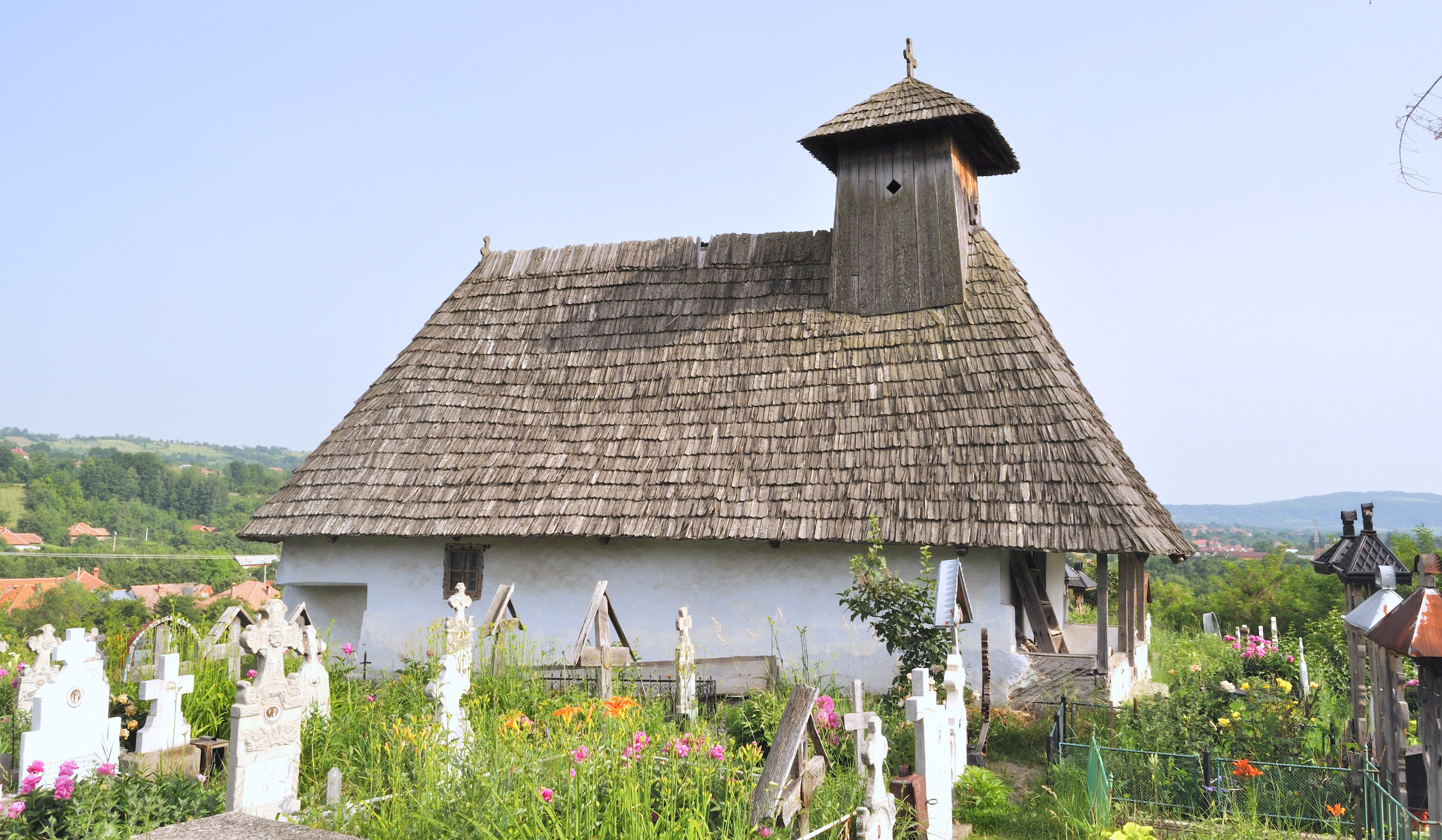
Biserica (nord)

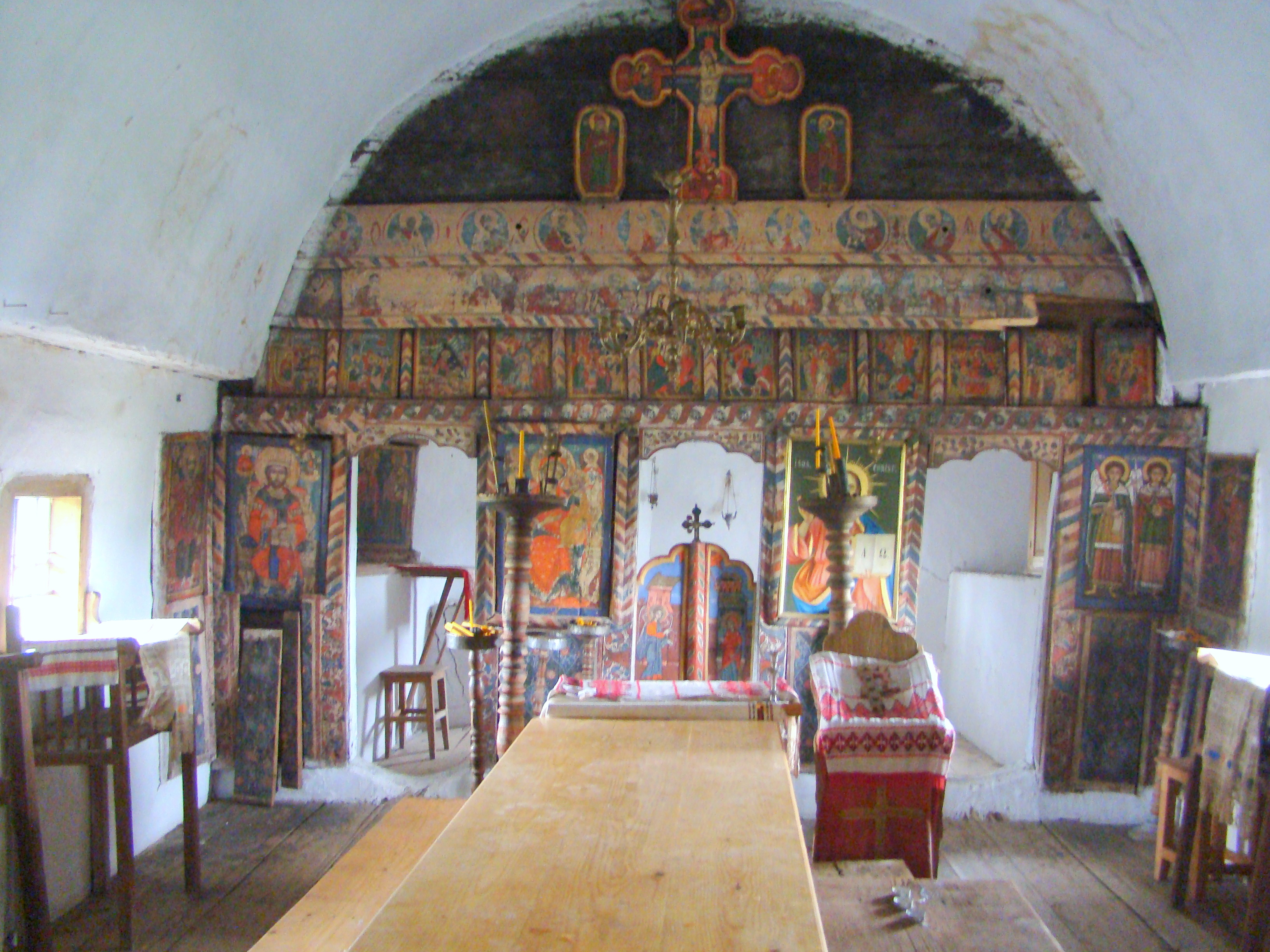
Nava spre iconostas

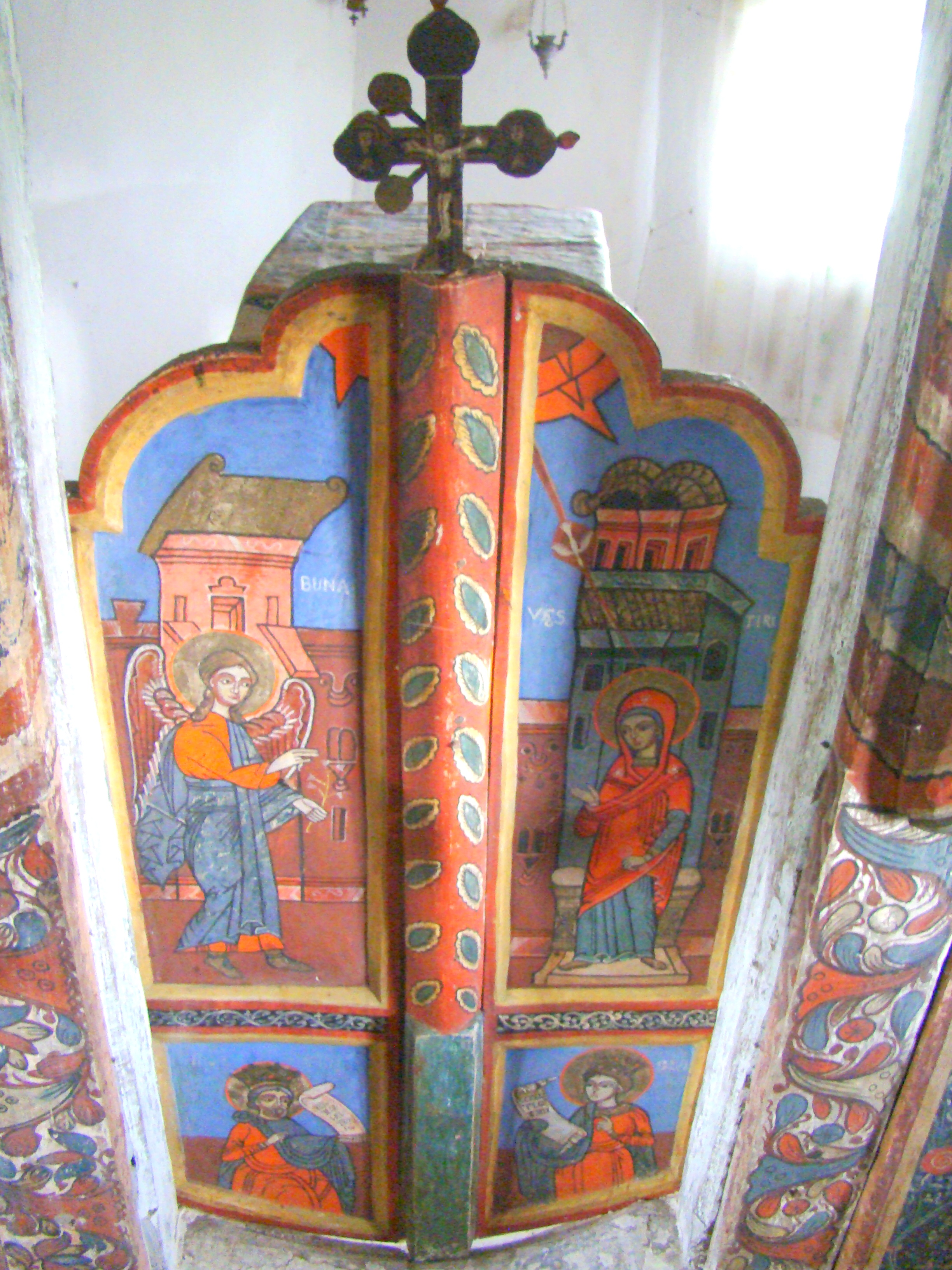
Uşile împărăteşti: Buna Vestire

Biserica de lemn din Novaci-Români, oraș Novaci, județul Gorj, a fost construită în secolul XVIII. Are hramul „Sfinții Îngeri”. Biserica se află pe lista monumentelor istorice sub codul LMI:  GJ-II-m-B-09338.

## Istoric și trăsături
Conform catagrafiei de la 1840 biserica a fost construită de Ștefan Ceaușescu și vistierul Ursache în anul 1740. 
Planimetria bisericii: pereții de dimensiuni mici, tencuiți la exterior și în interior, înscriu o navă dreptunghiulară, în timp ce altarul, poligonal, cu cinci laturi, este decroșat în registrul de jos, în prelungire în cel de sus. Elevația interioară: tavan drept peste pronaos, boltă semicilindrică peste naos, retrasă prin mijlocirea unei grinzi. Acoperișul prezintă învelitoarea tradițională de șiță, cu o clopotniță scundă, din scânduri, peste pronaos.
Tâmpla de la Novăceni, de mare valoare artistică, este opera lui „Constandin zugrav 7307” (1798-1799), după cum s-a semnat pe icoana împărătească „Deisis” (Is.Hs. mare arhiereu, pe tron, deasupra bustul Mariei și cel al lui Ioan, în nori). El este și autorul unei alte icoane împărătești (Sfântul Nicolae) și întreaga pictură a registrelor tâmplei: Răstignirea și moleniile, friza profeților cu Maria (în medalioane) și cea a Apostolilor (în decor de arcade). Registrul praznicelor cuprinde icoane mobile, dintre care se remarcă Cina din Mamvri și Schimbarea la Față. Unele icoane din registrul împărătesc au fost înnoite la sfârșitul secolului al XIX-lea, urmărindu-se desenul vechi. S-a intervenit și asupra ușilor împărătești, Buna Vestire și proorocii Solomon și David.
În deschiderile peretelui ce compartimentează nava sunt integrate icoane, pictate pe ambele fețe, cu aceeași temă iconografică: Cuvioasa Paraschiva, Maria împărăteasă, cu Pruncul și arhangheli în spatele tronului, Iisus Pantocrator.
Altă serie de icoane se află în altar, în zona proscomidiei. Ele au fost adăugate, probabil, în timpul unui șantier de renovare, de la începutul deceniului trei al secolului XIX. Între stinghii, cu serafimi și soare, se află următoarele icoane: Sf. Gheorghe, Maria cu Pruncul și Sf. Dumitru, Plângerea lui Iisus, Sf. Arhidiacon Ștefan, Arhanghelul Mihail; dincolo de o stinghe verticală cu decor se mai află icoanele Sf. Paraschiva și Sf. Nicolae. Prin analogie cu pictura de la Sohodol (Baia de Aramă) autorul lor ar putea fi Anghel zugravu, pentru că icoanele nu sunt semnate, doar una din ele, Plângerea lui Isus, este datată: „Răscumpărarea neamului omenesc 1834”.

## Imagini din exterior

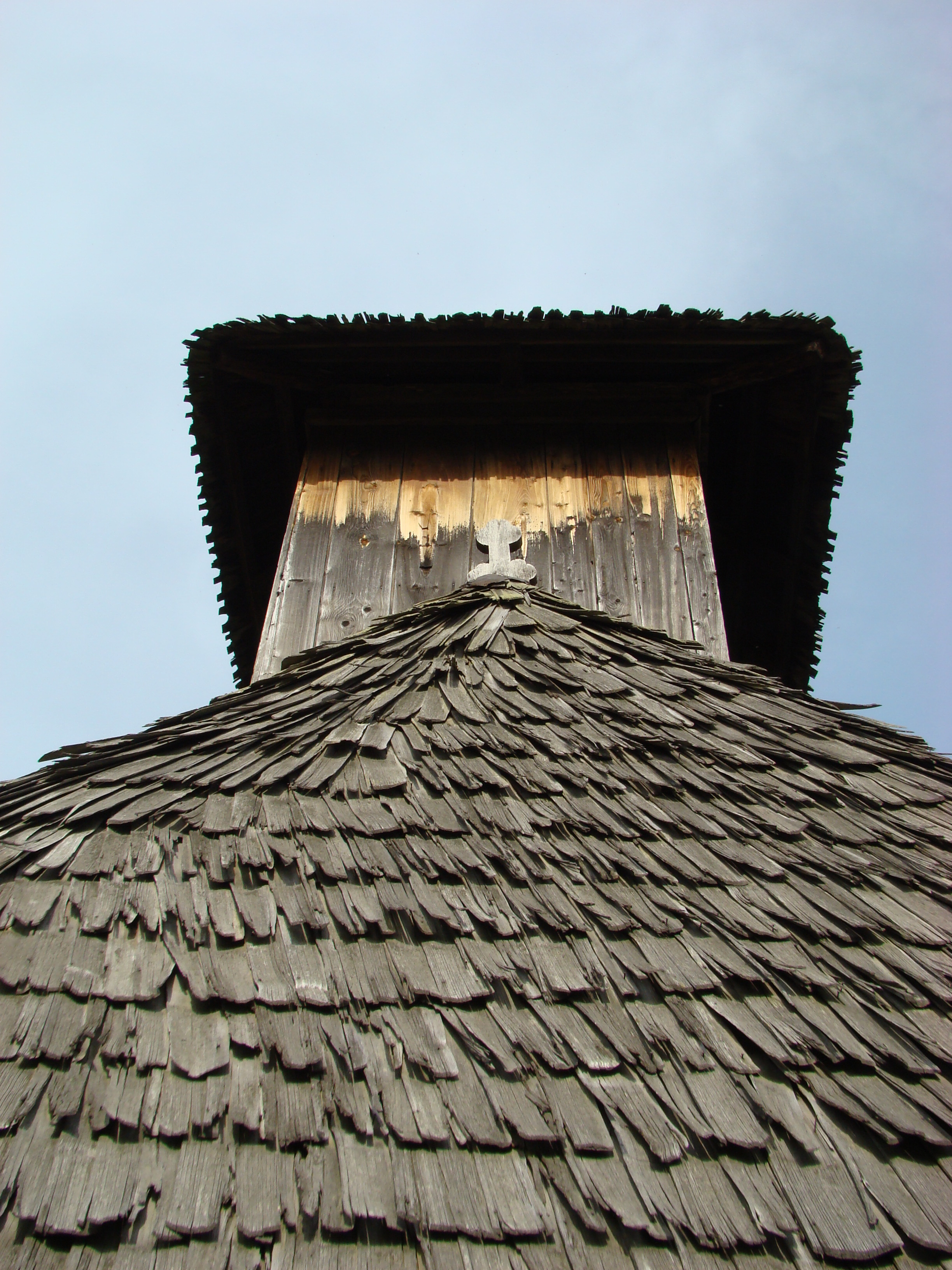
Turnul-clopotniță
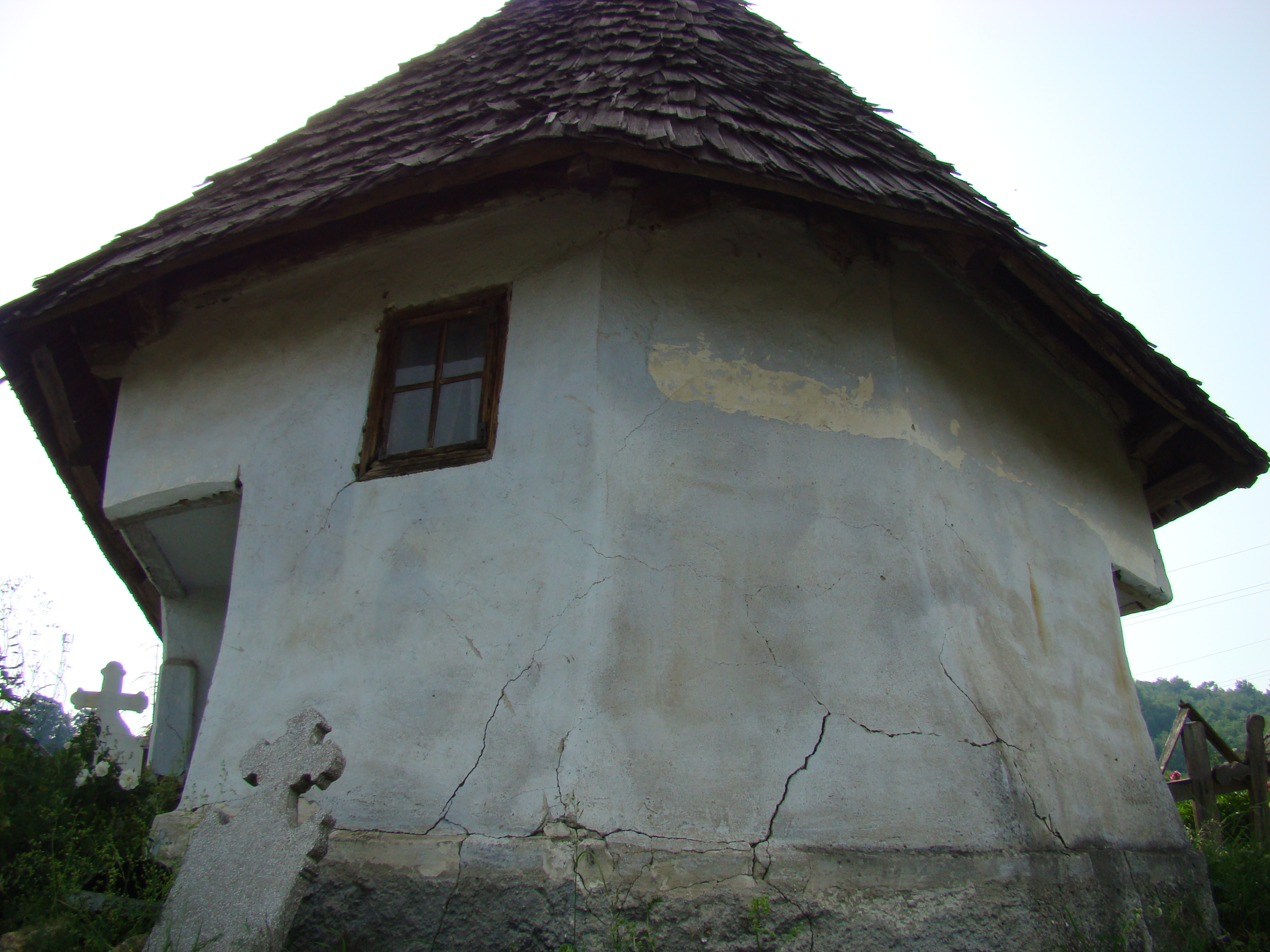
Absida altarului
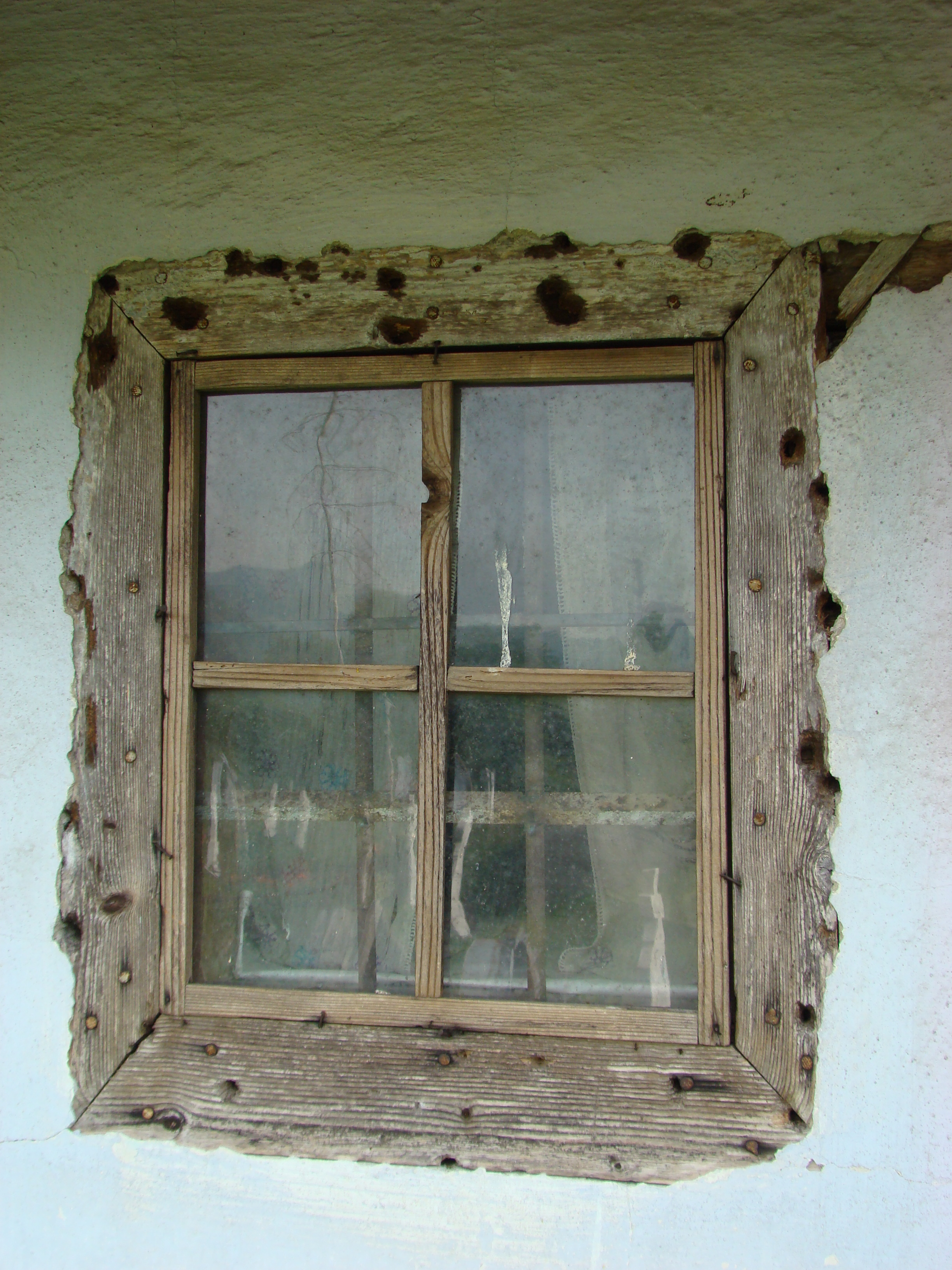
Fereastră
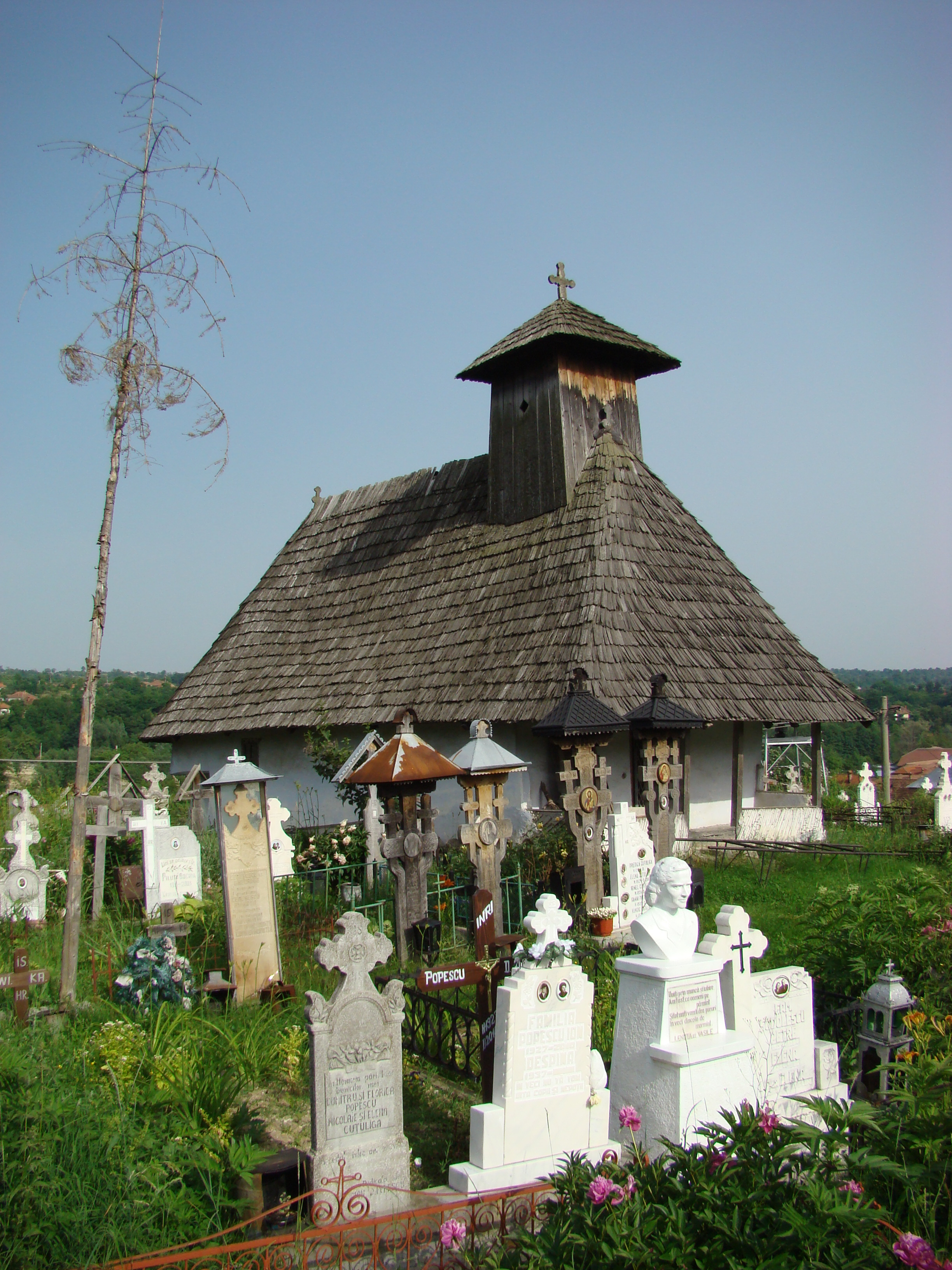
Biserica din depărtare
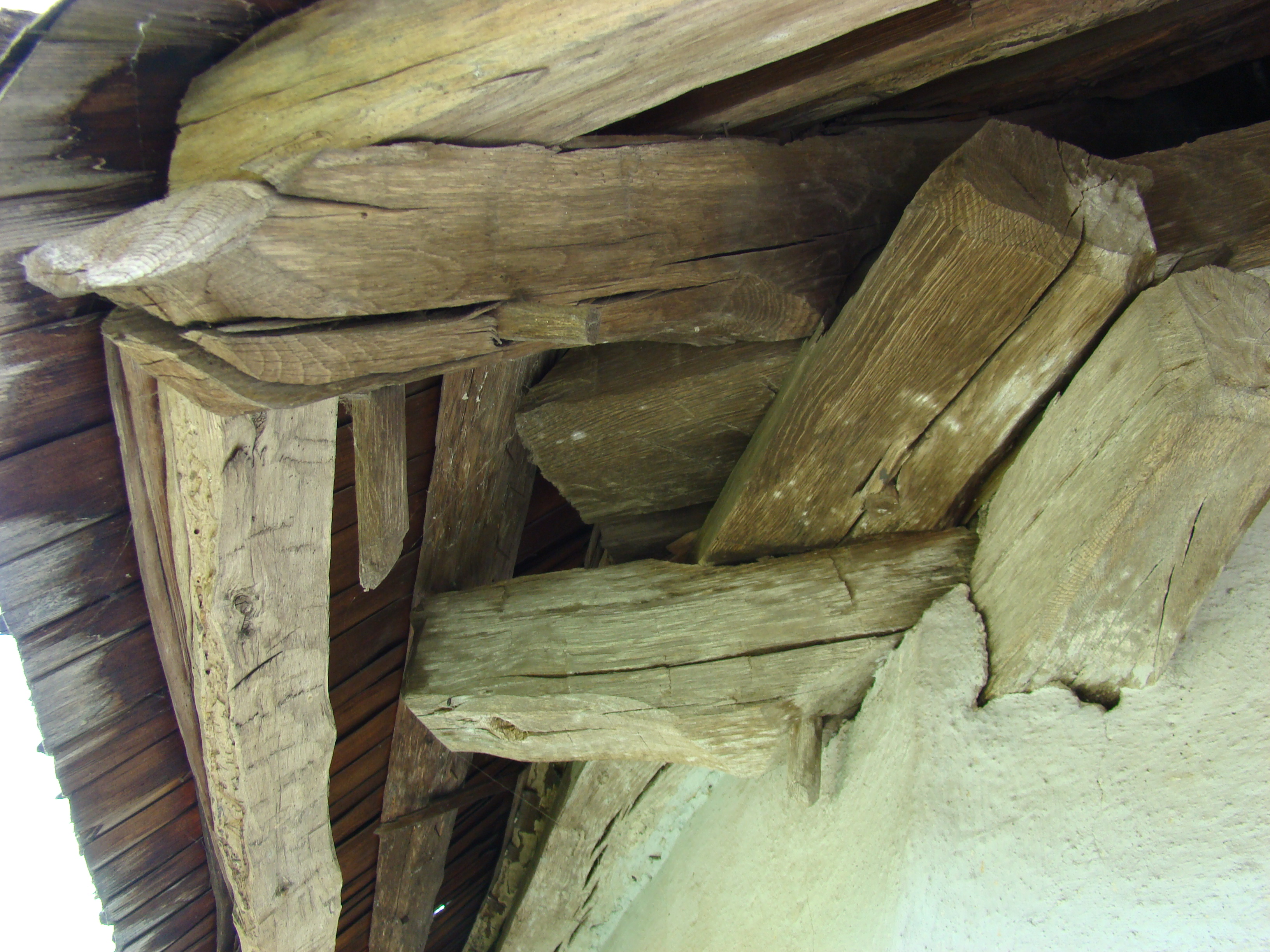
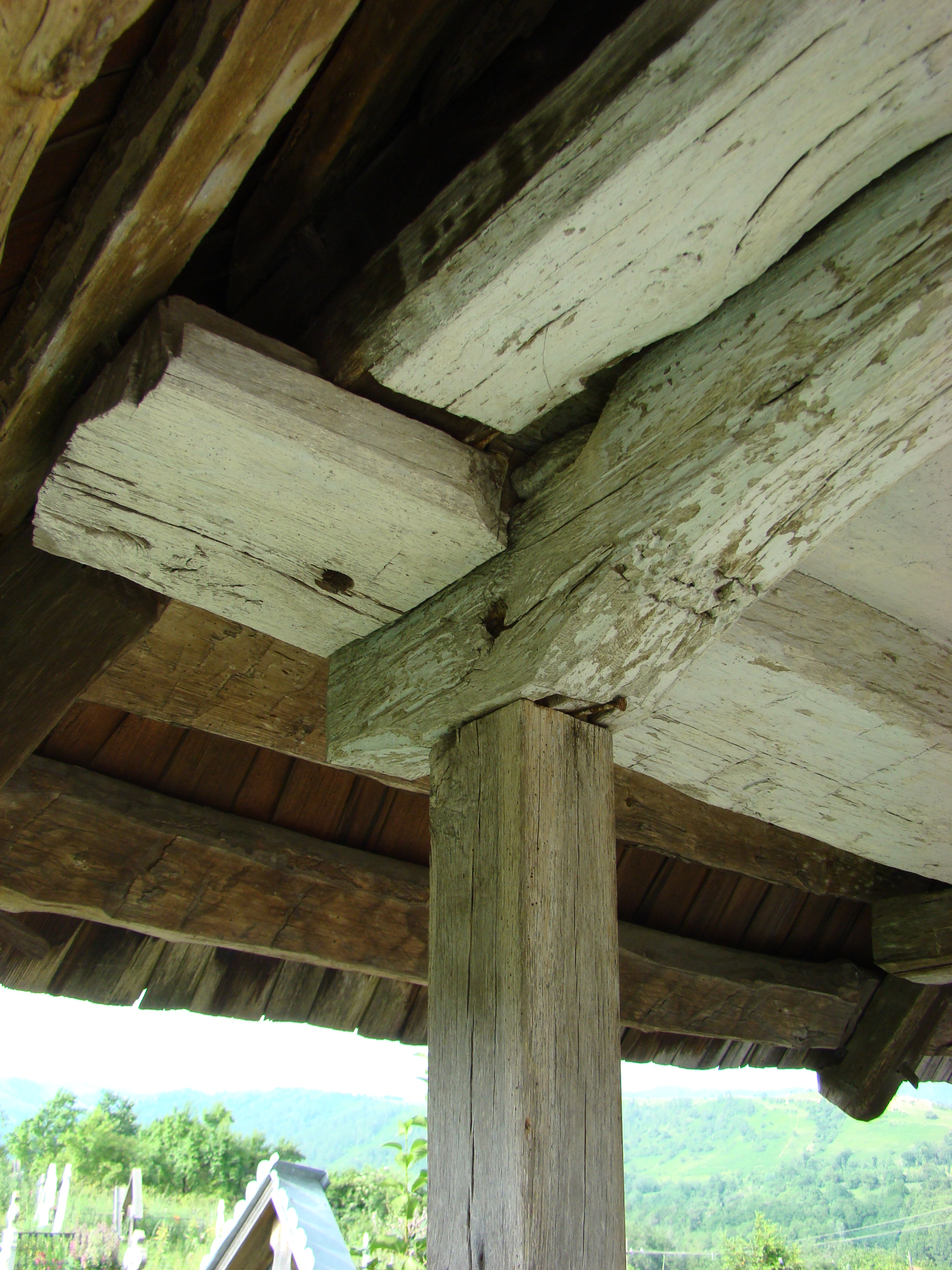

## Imagini din interior

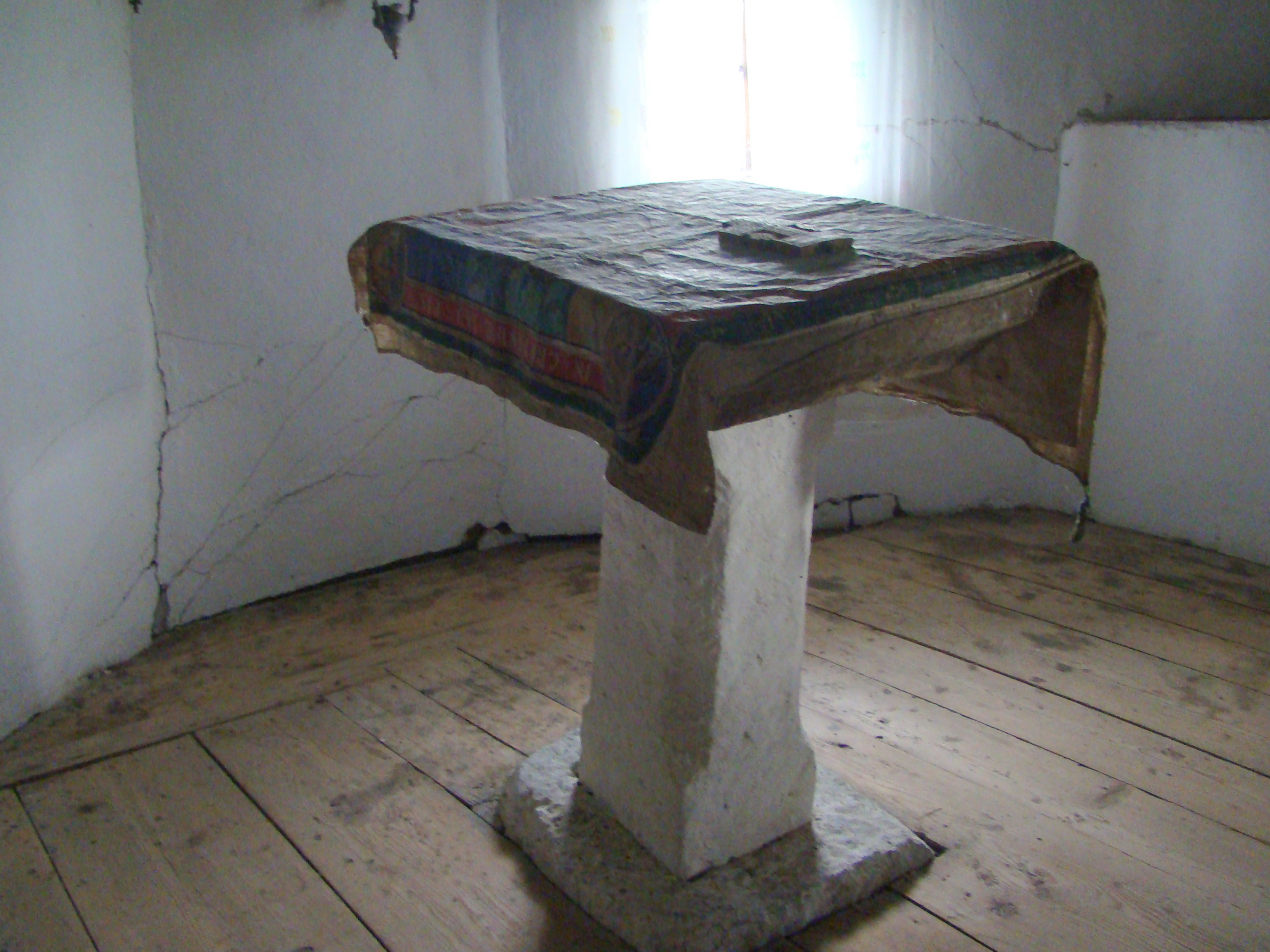
În altar
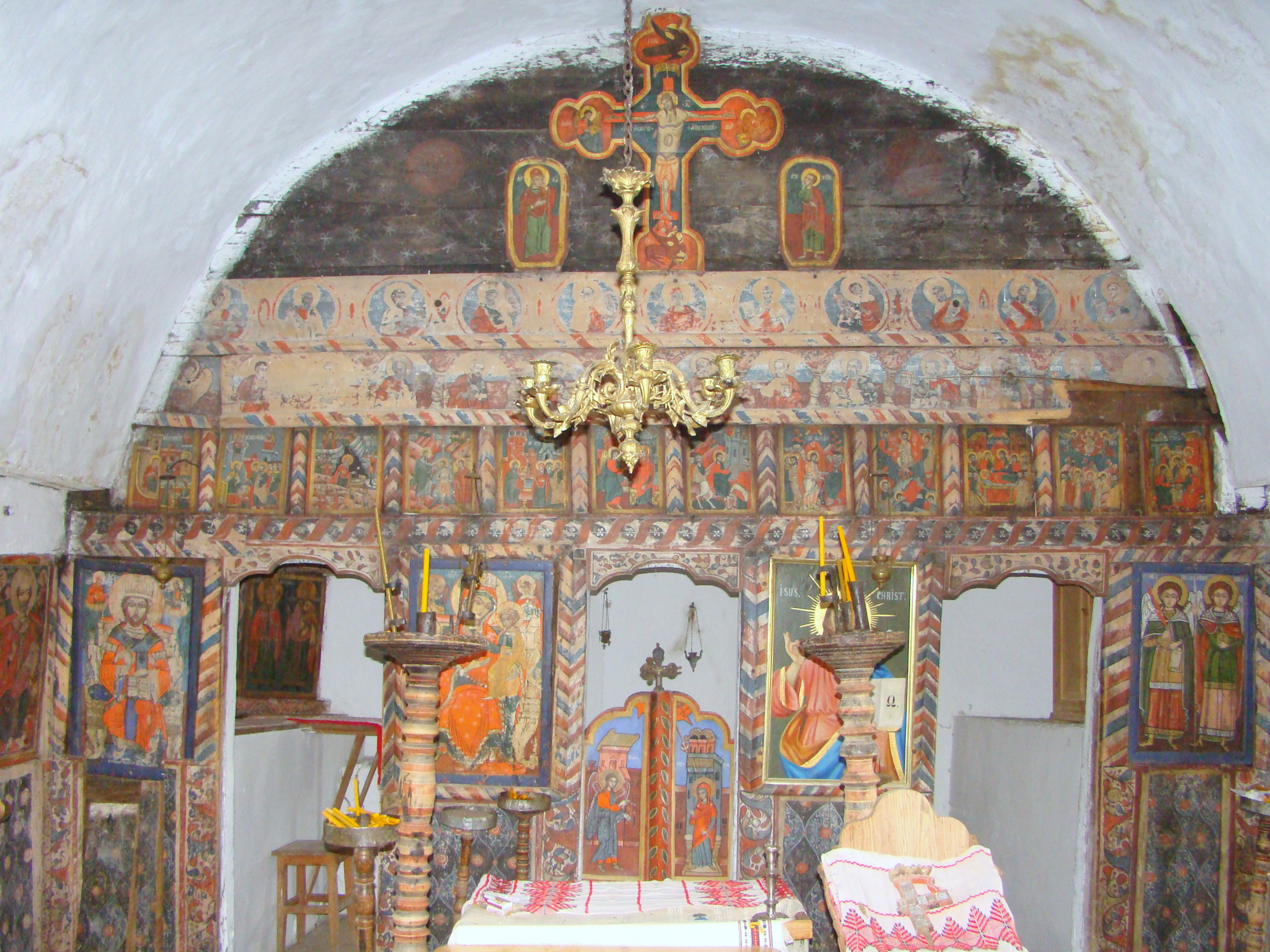
Iconostas
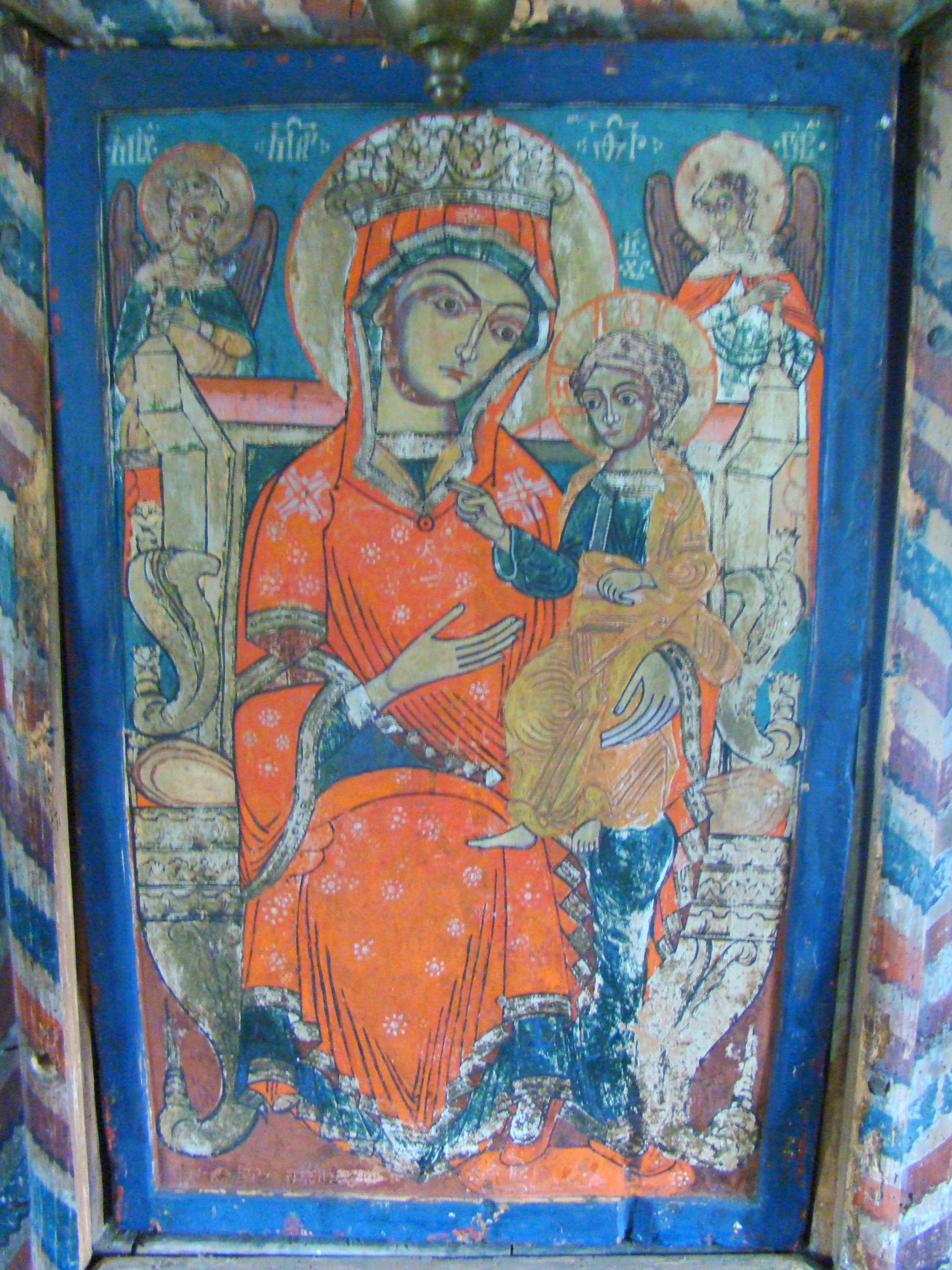
Maica Domnului cu Pruncul („Constandin zugrav 7307”)
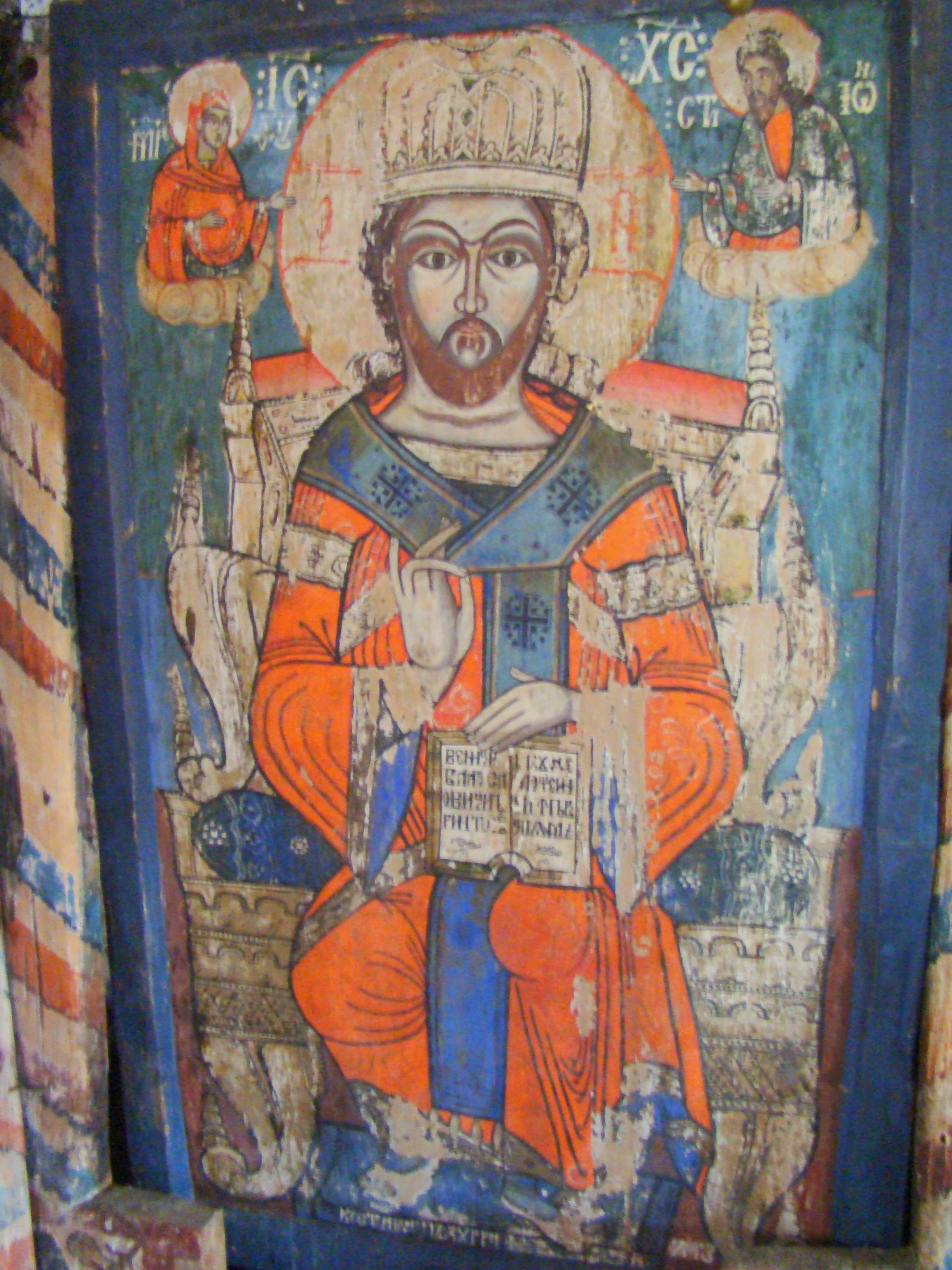
Iisus Hristos mare arhiereu
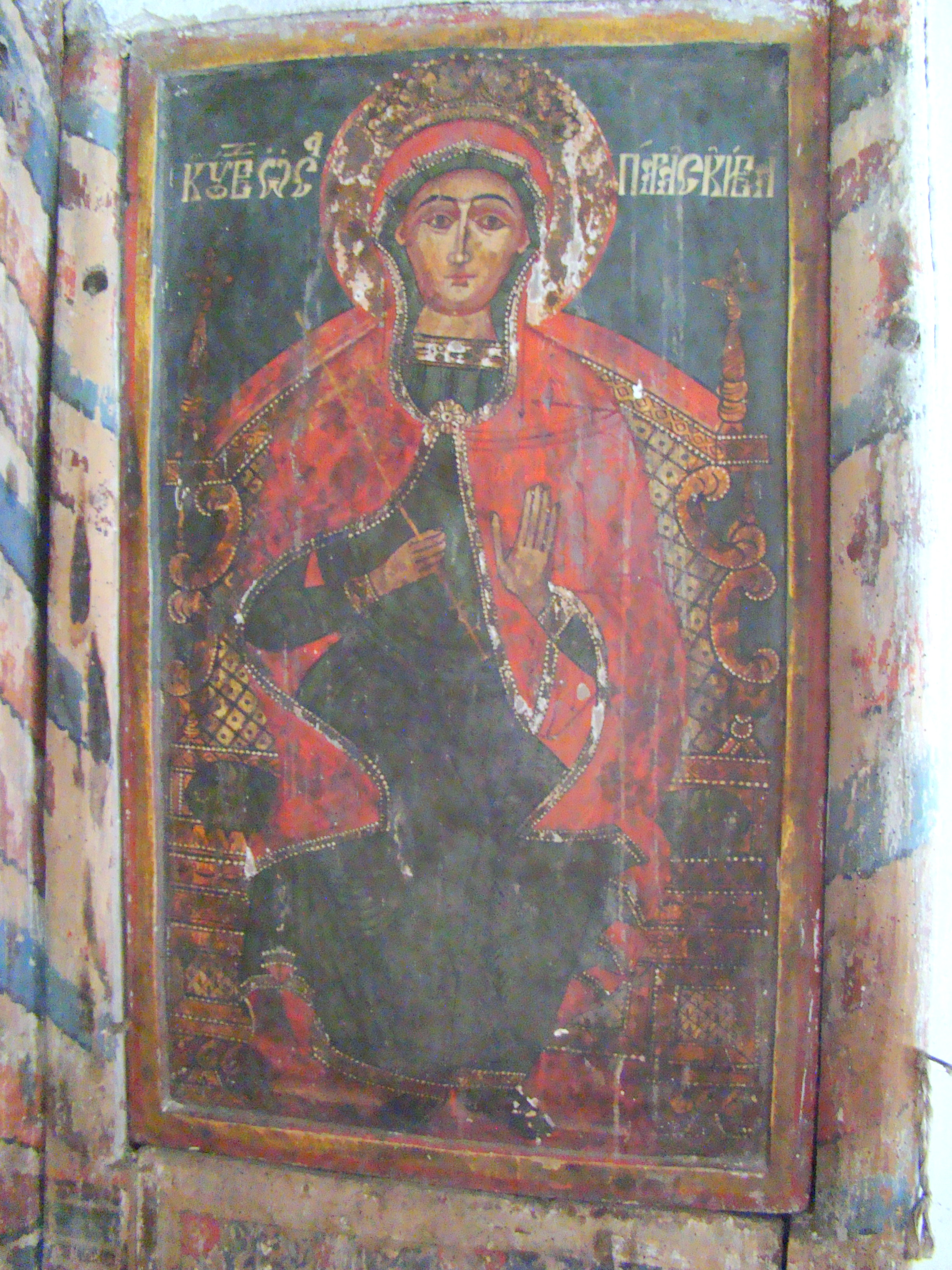
Sf.Paraschiva
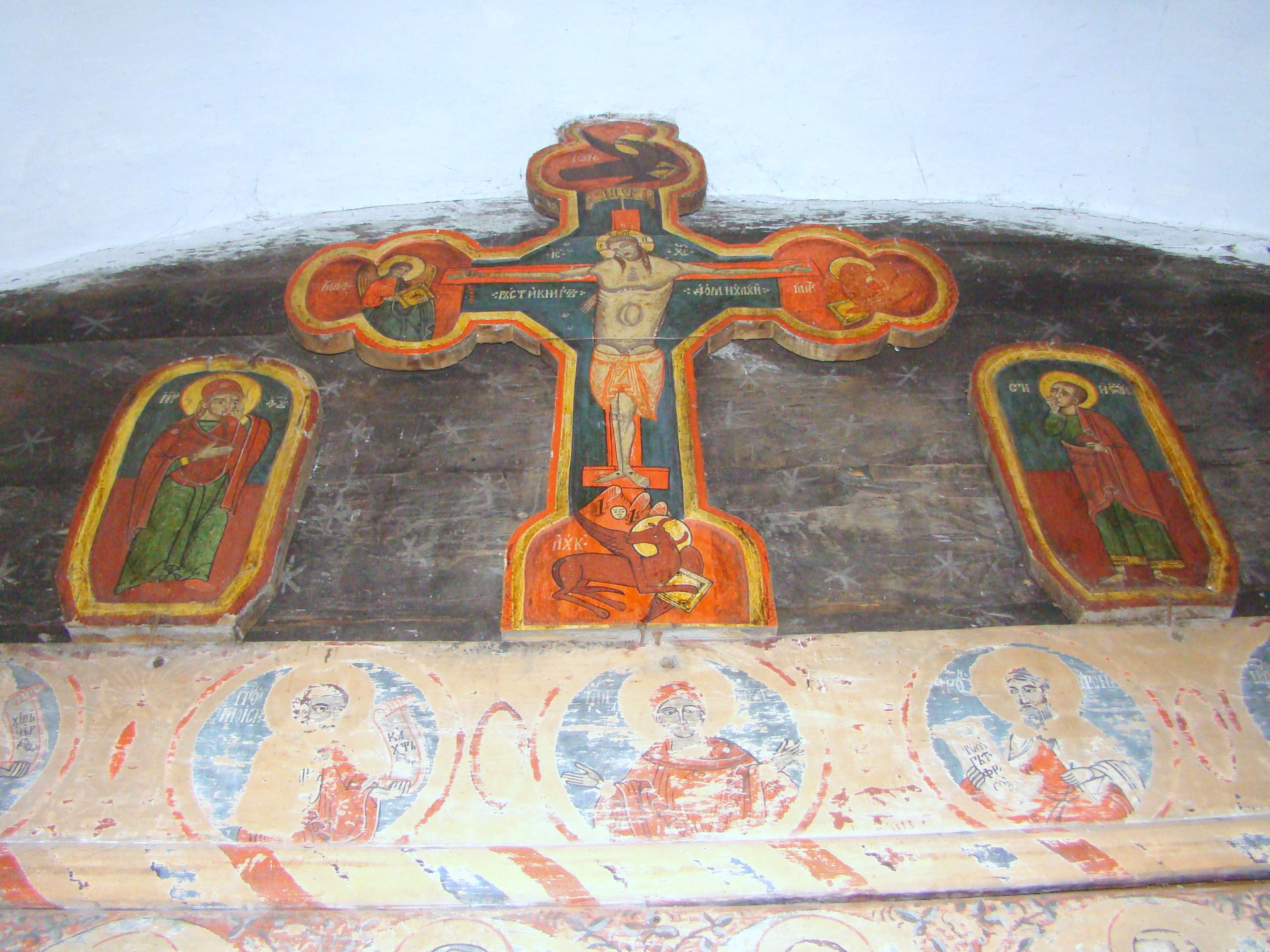
Răstignirea și moleniile
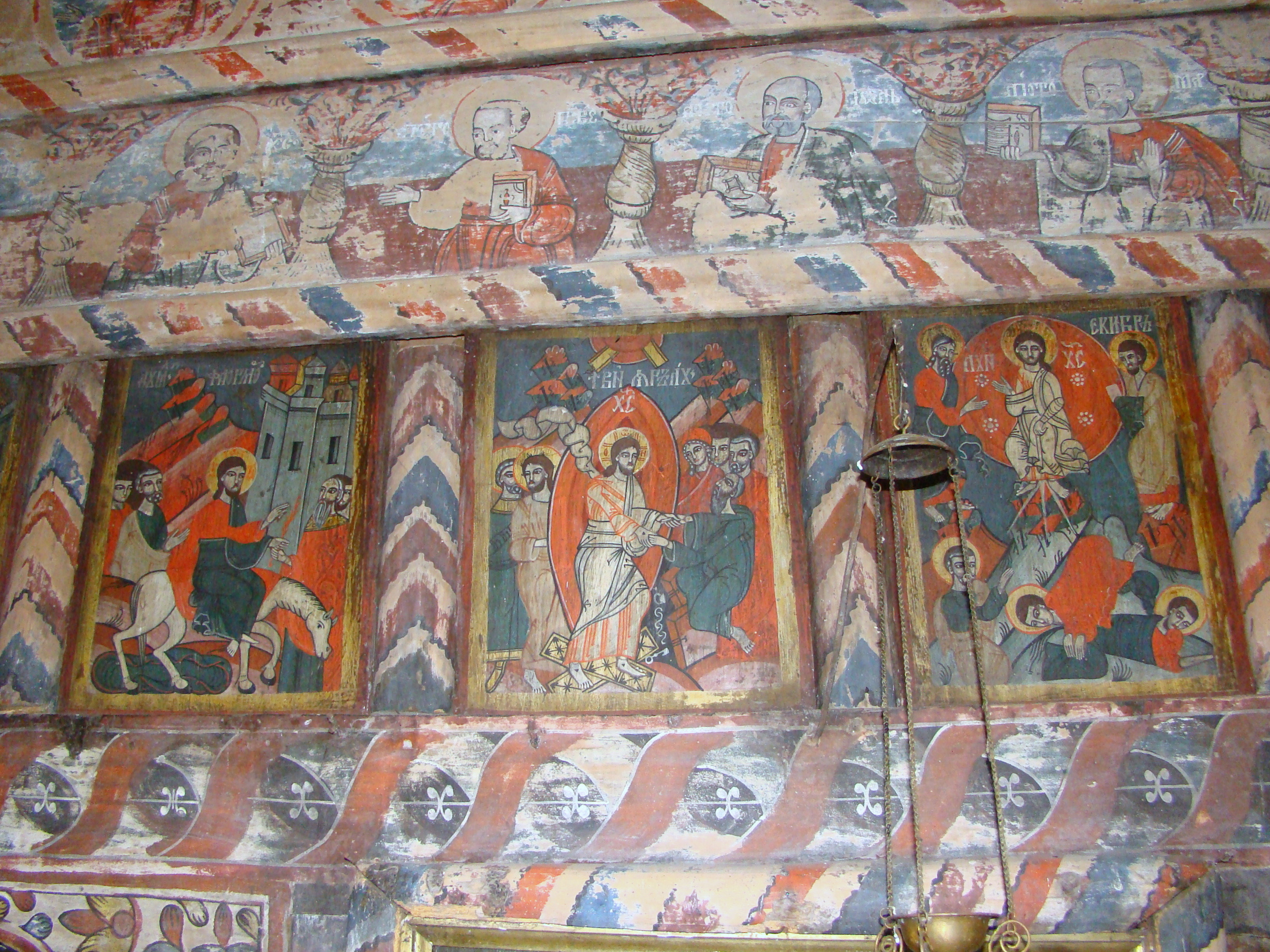
Tâmpla (detaliu)
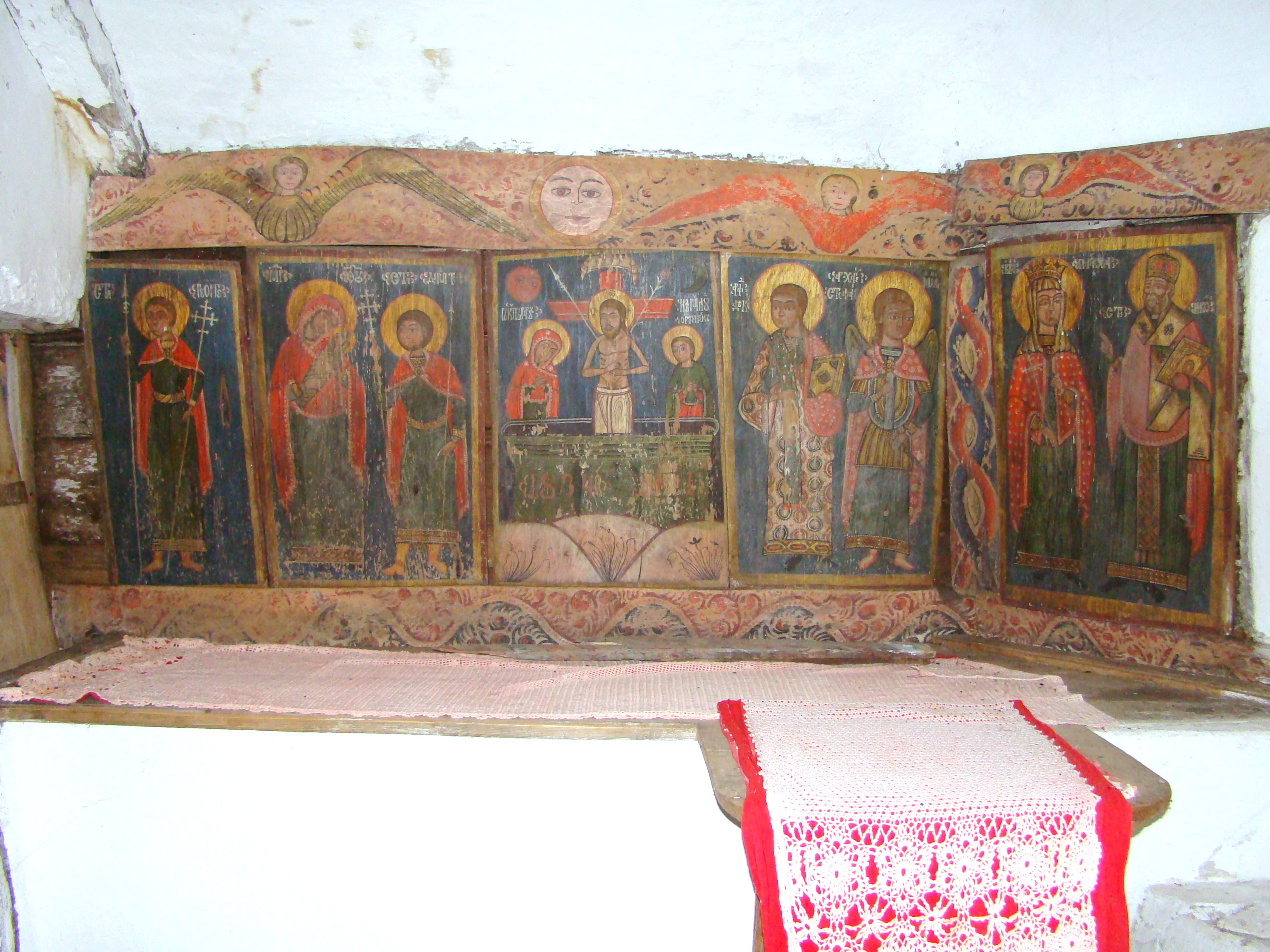
Altar: icoanele de la proscomidie
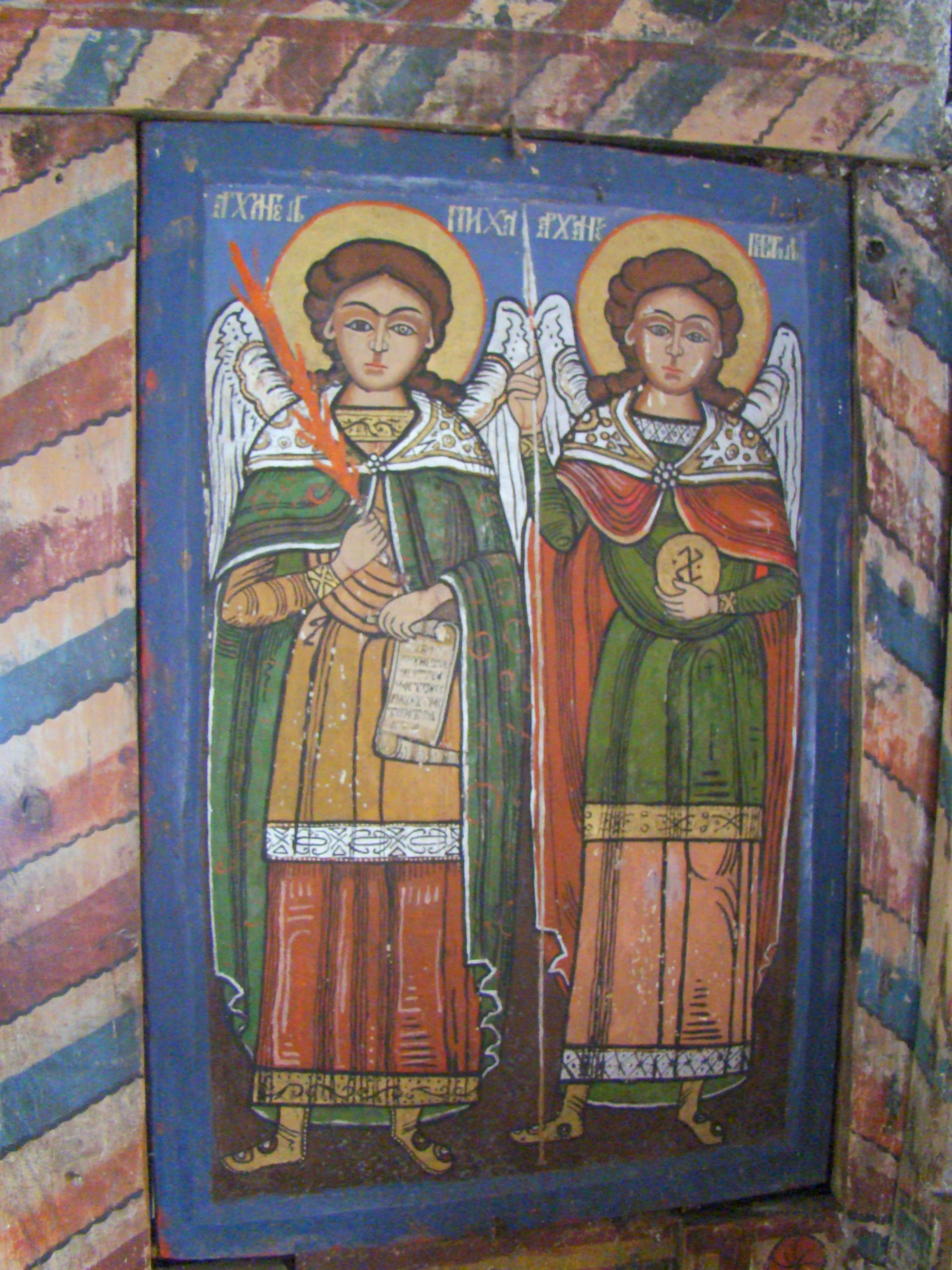
Icoana de hram: Sfinţii Îngeri
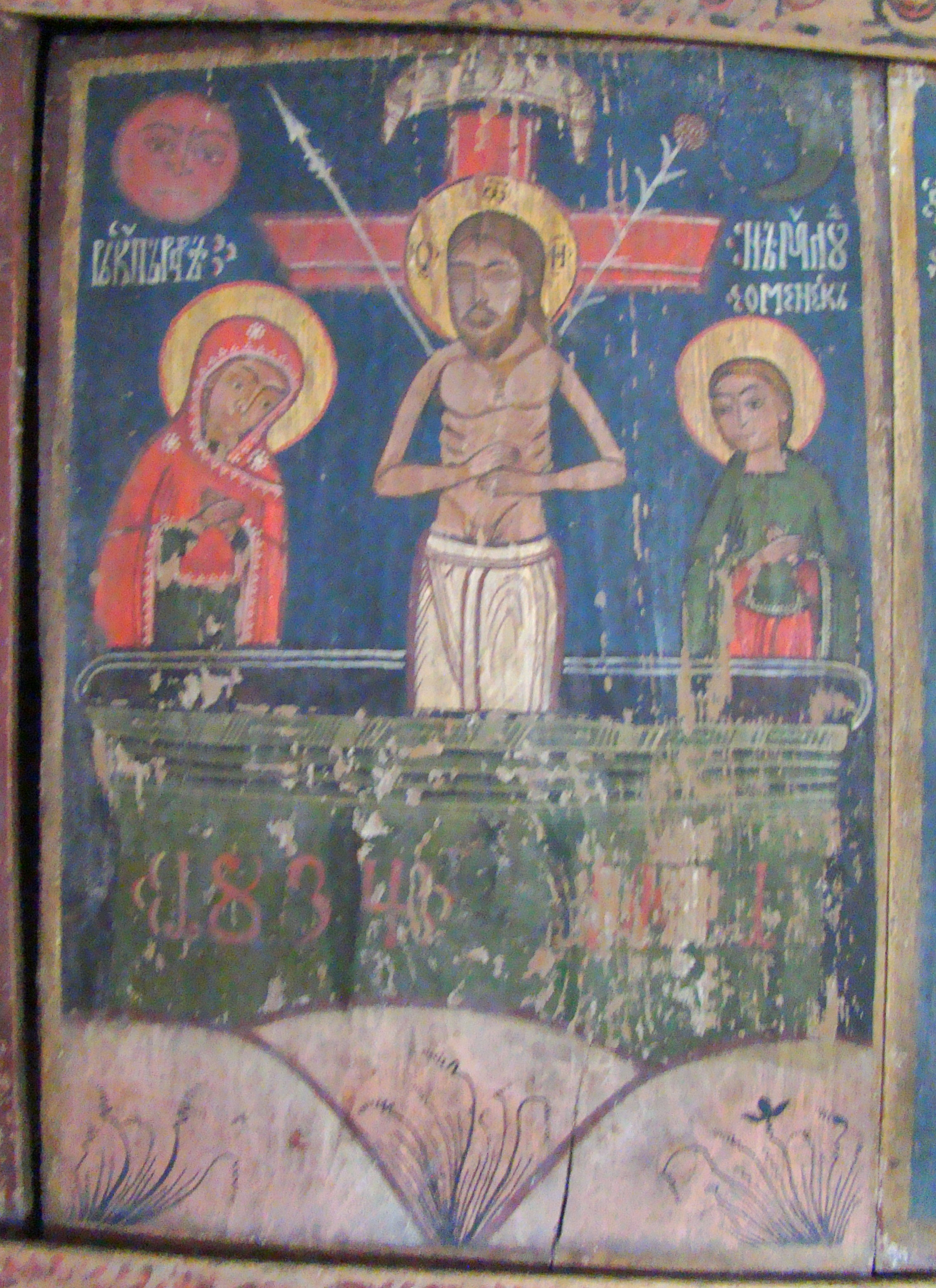
Plângerea lui Iisus
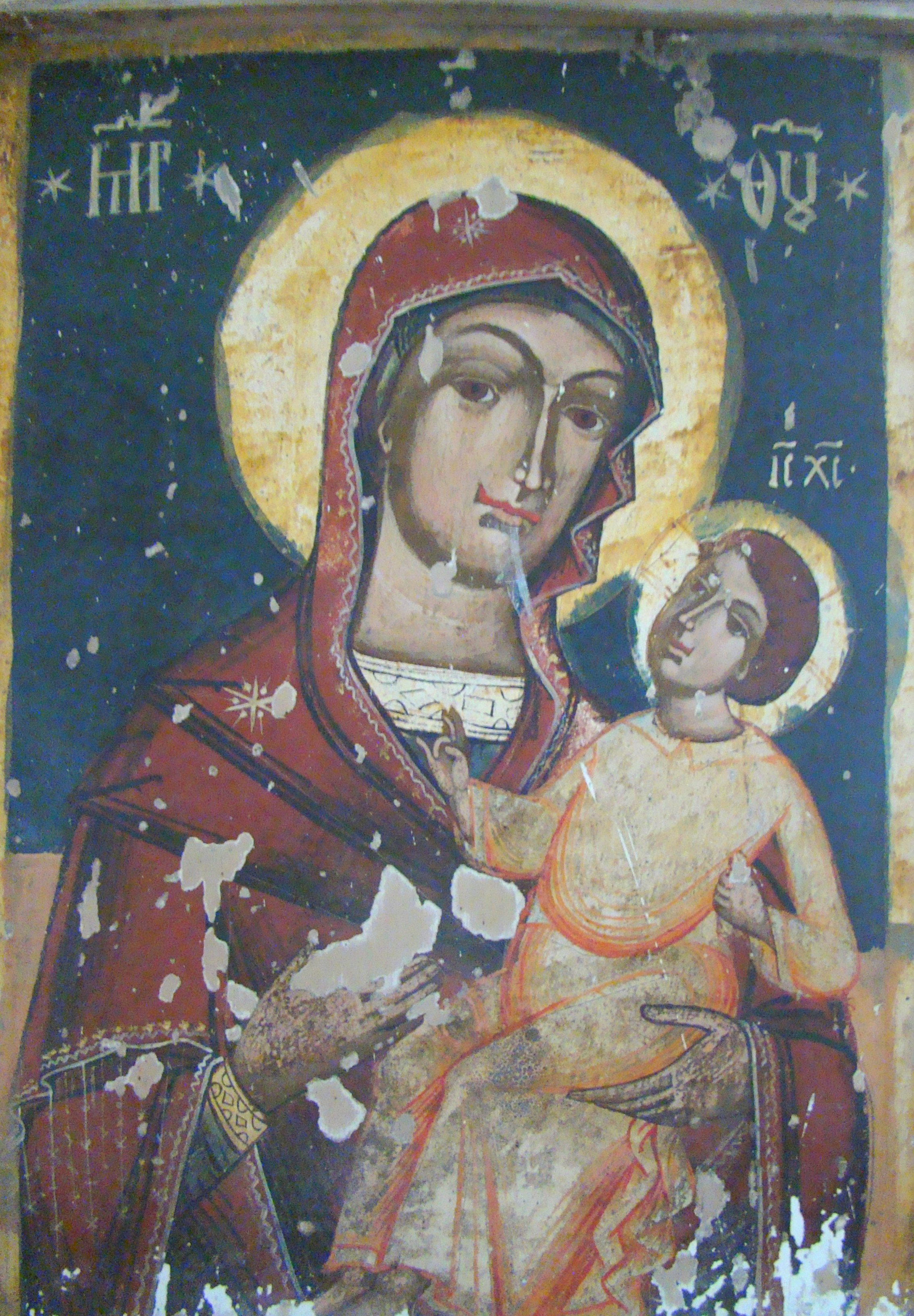
Maria cu pruncul
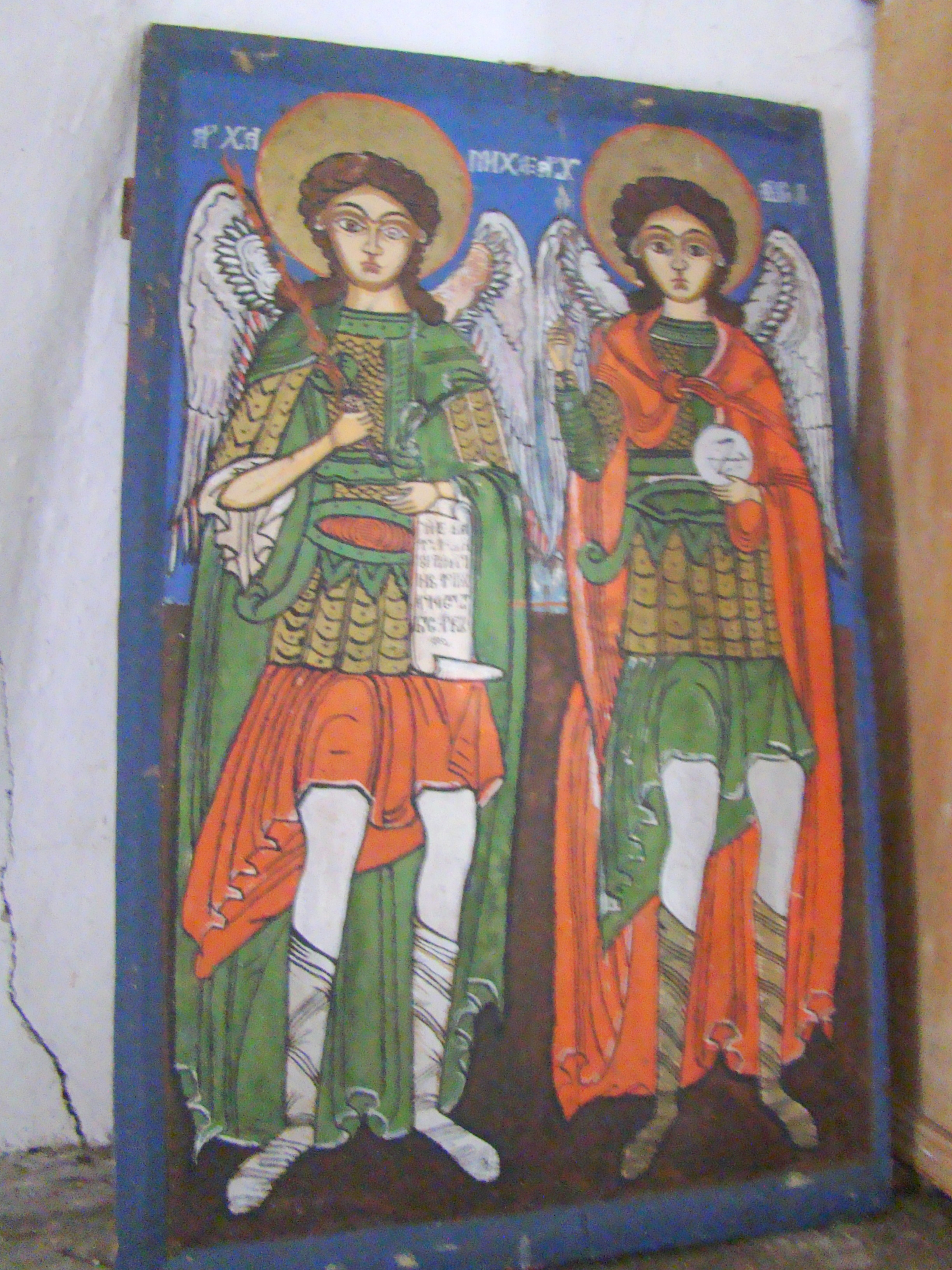
Sfinţii Arhangheli
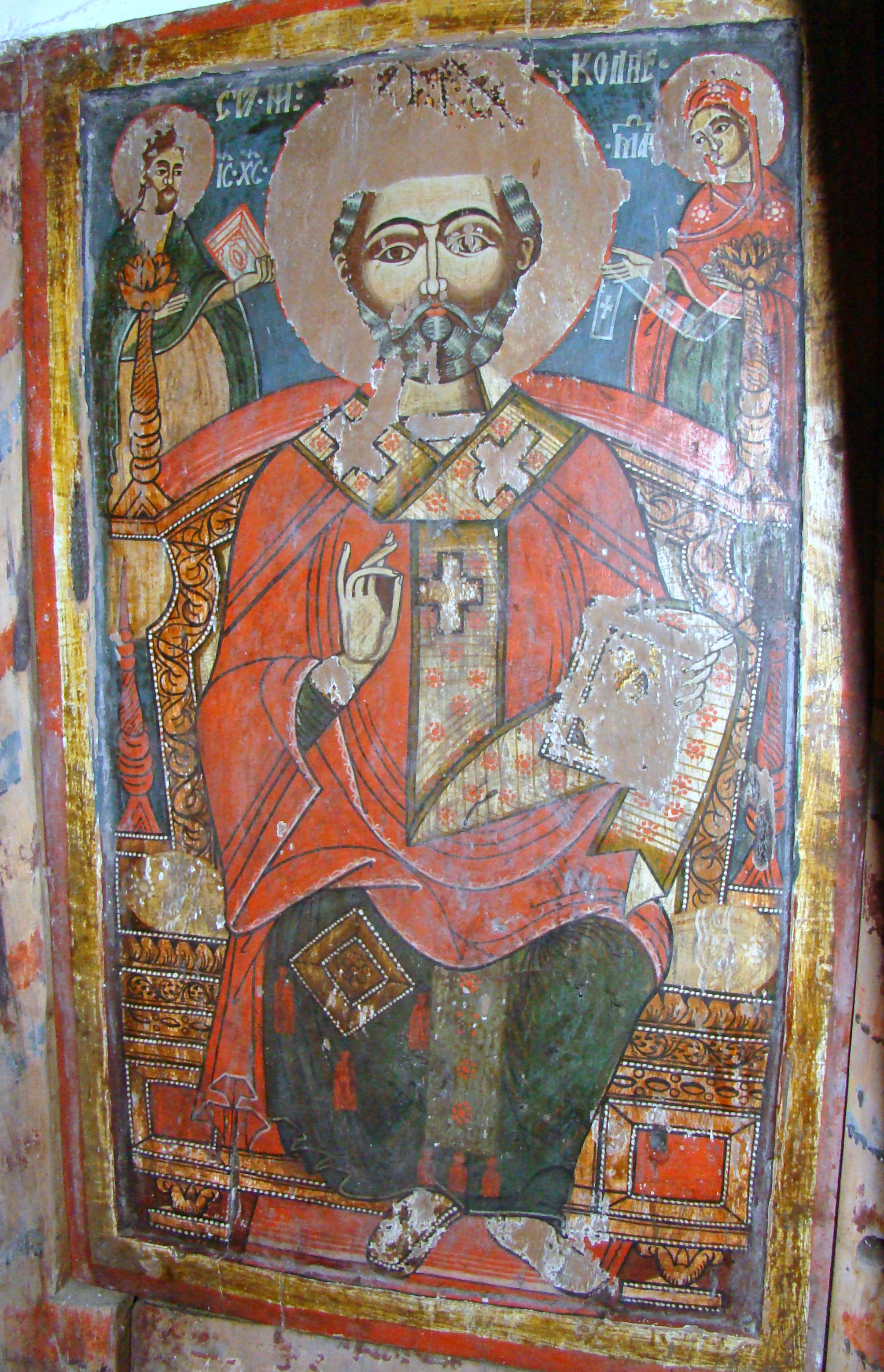
Sfântul Nicolae
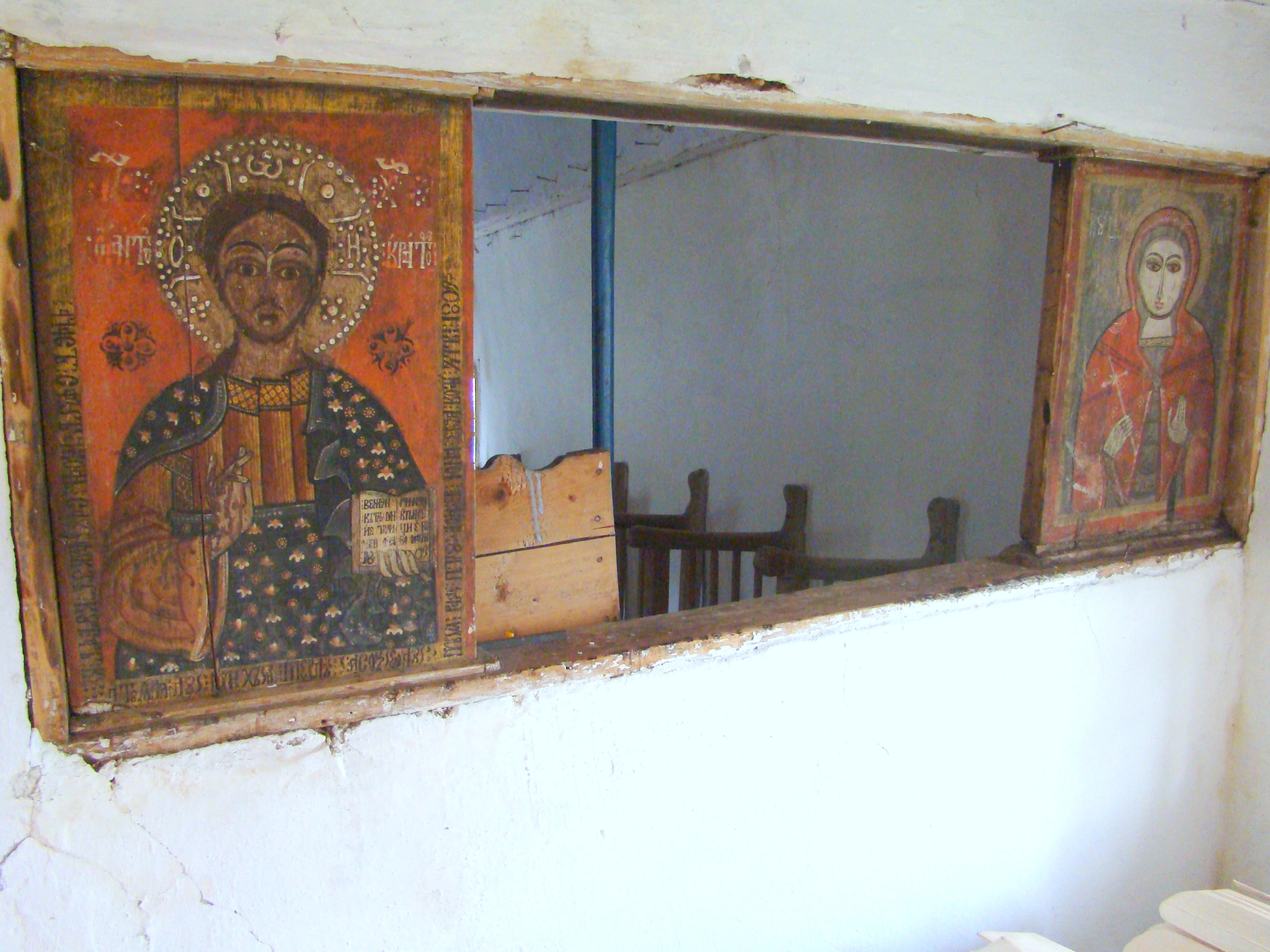
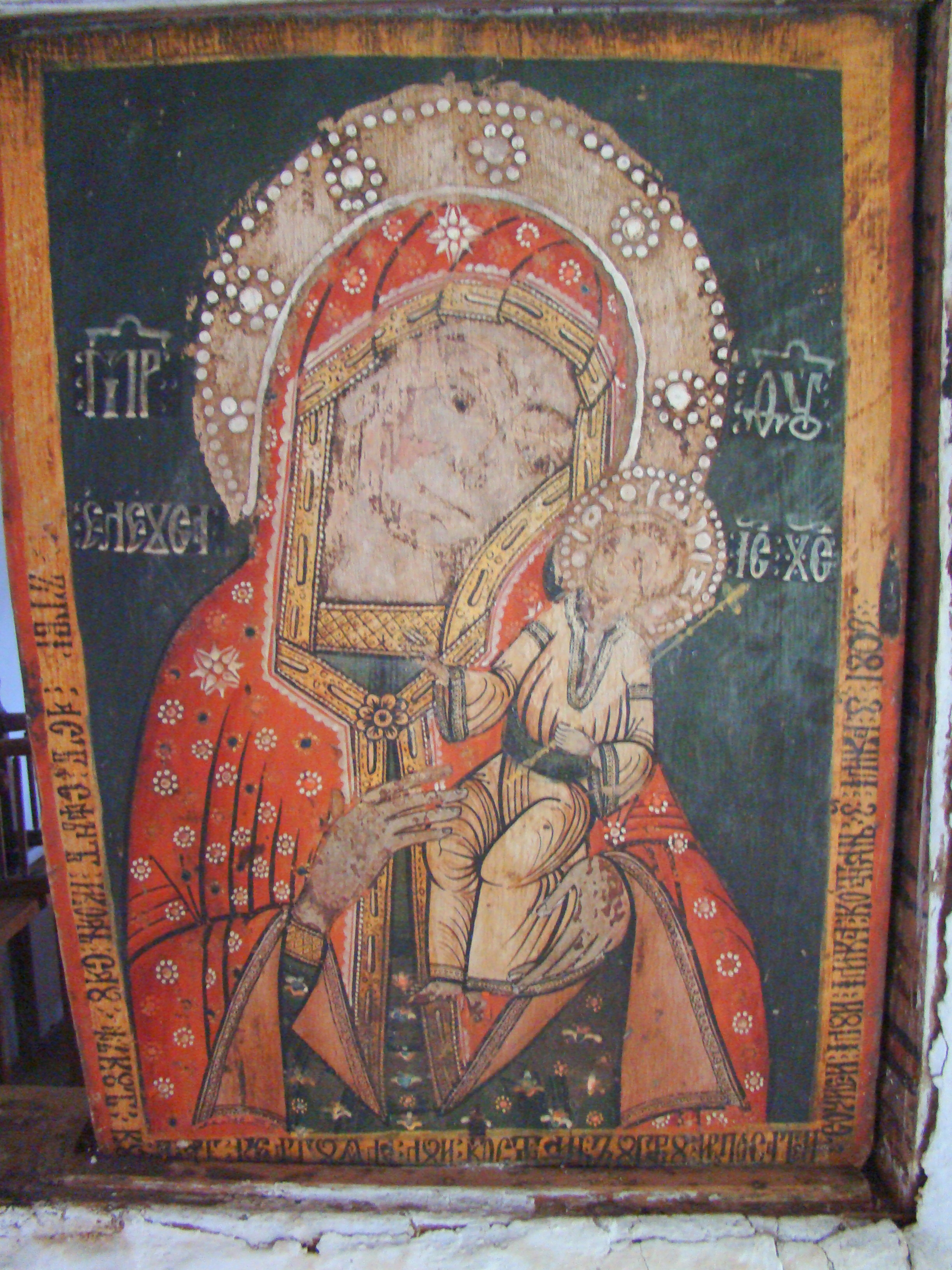
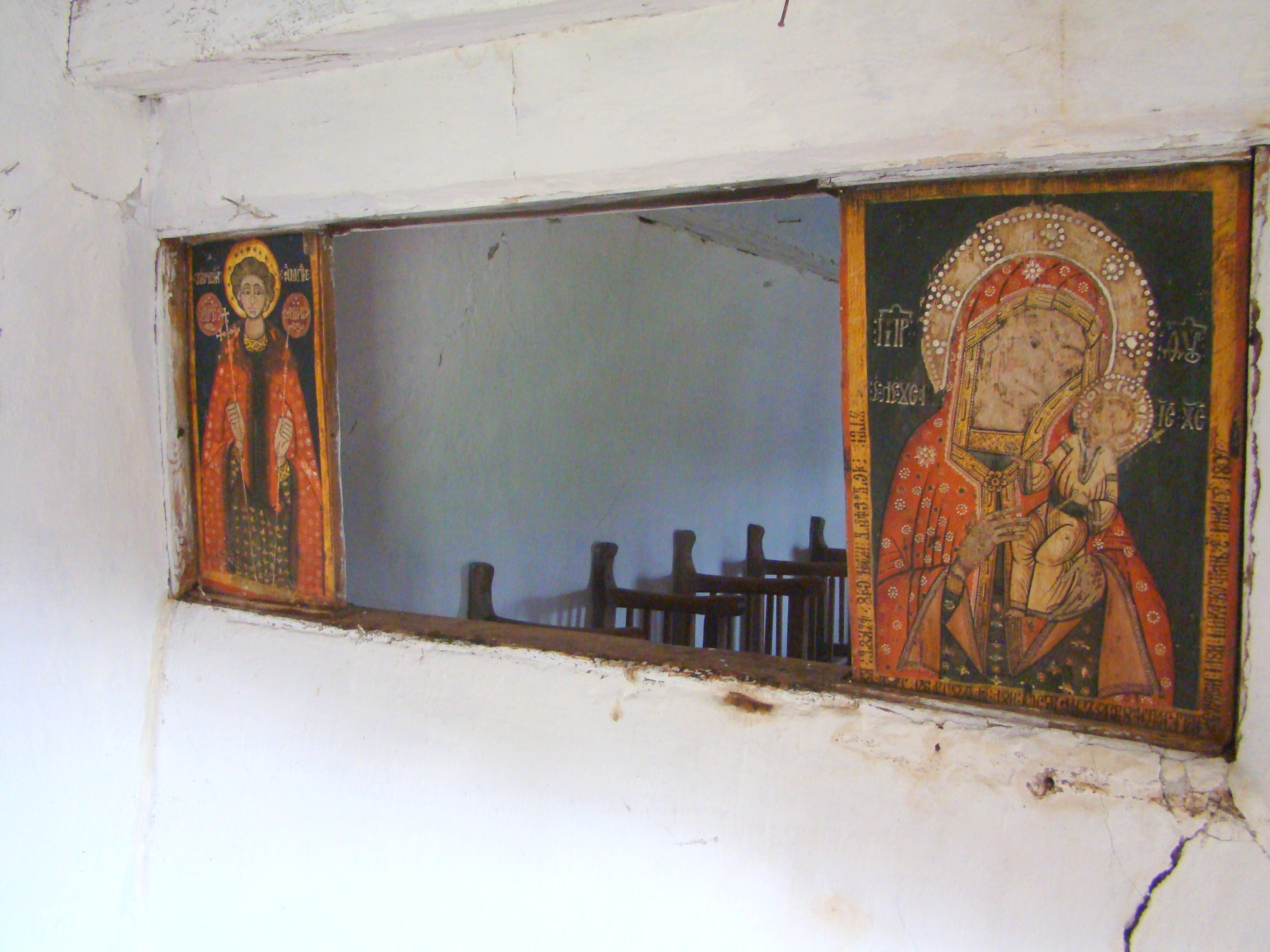
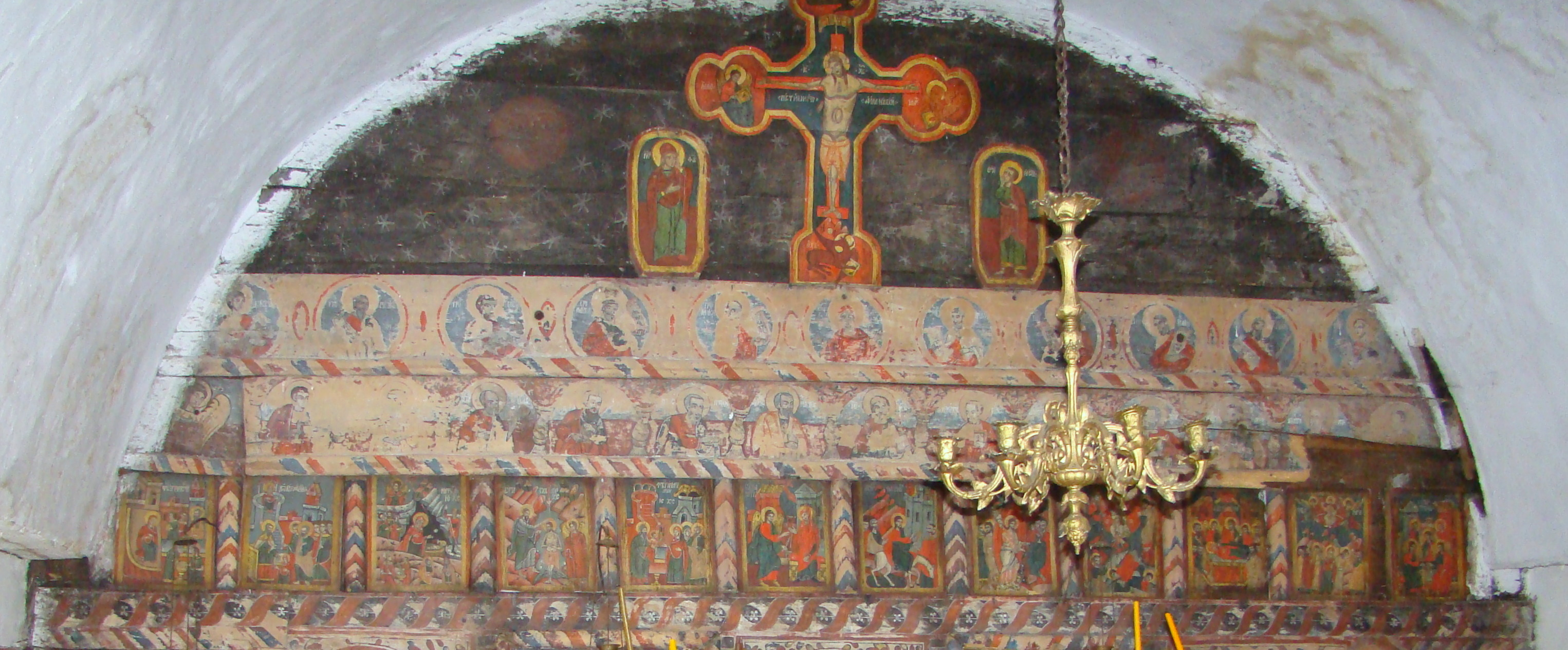
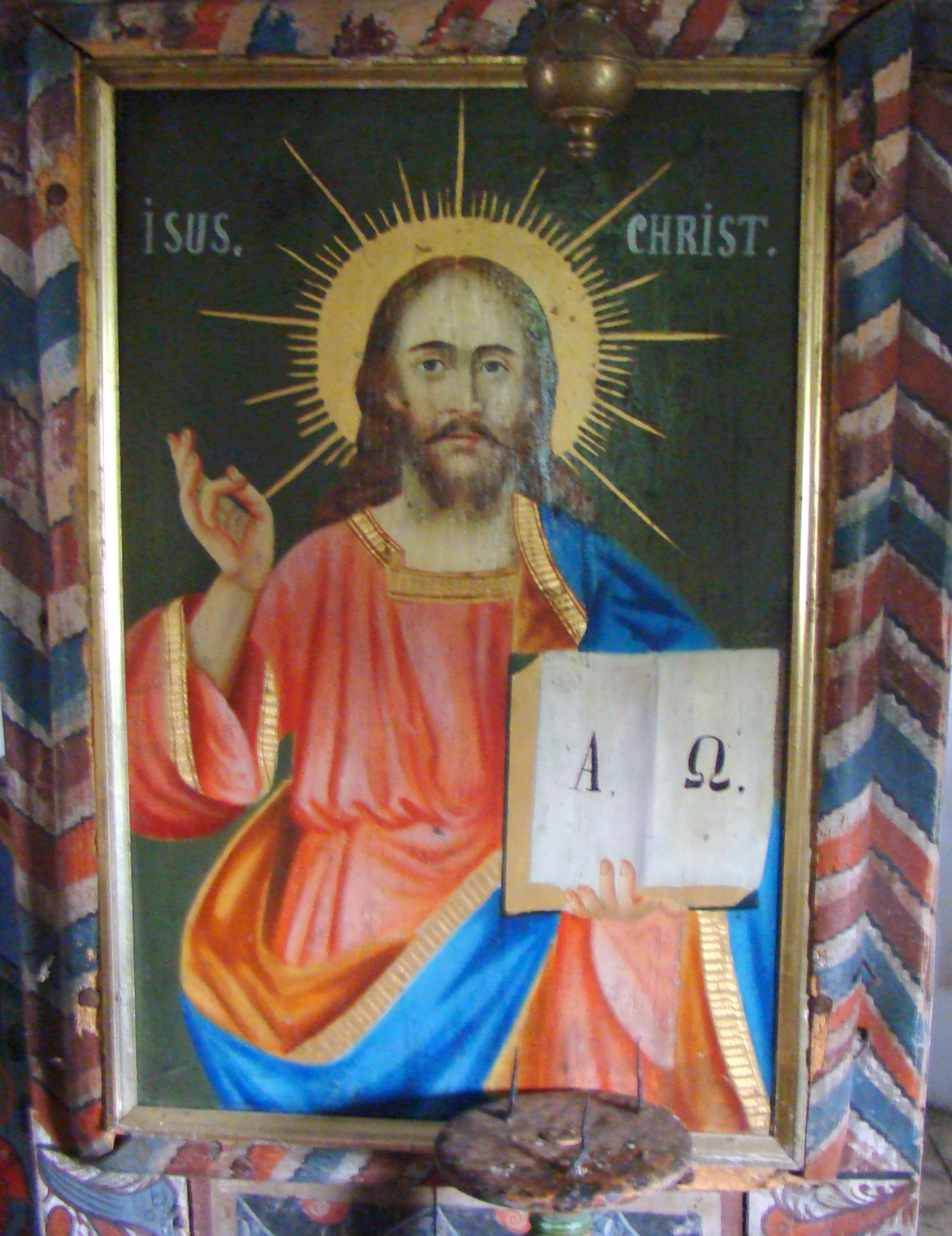
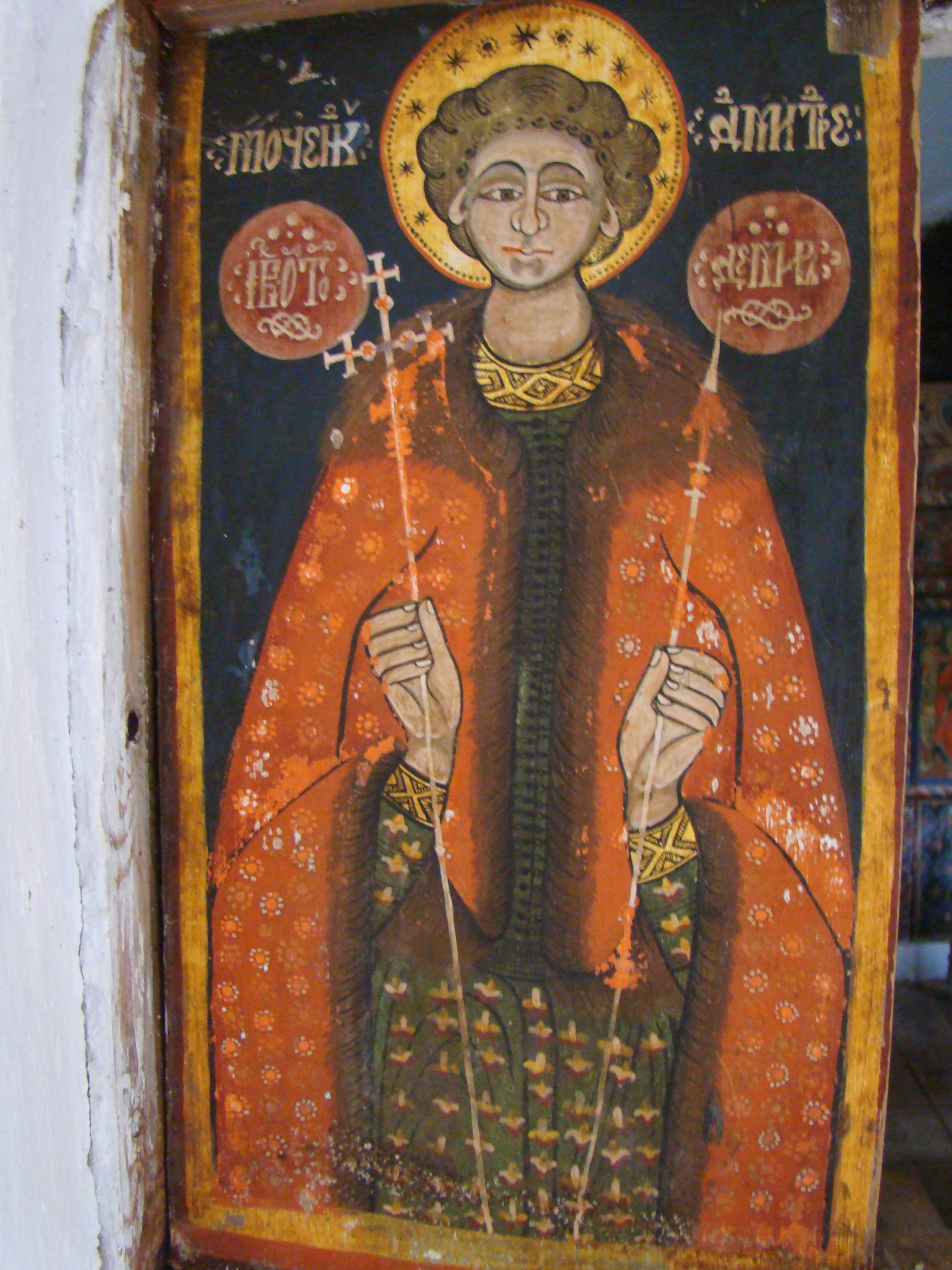
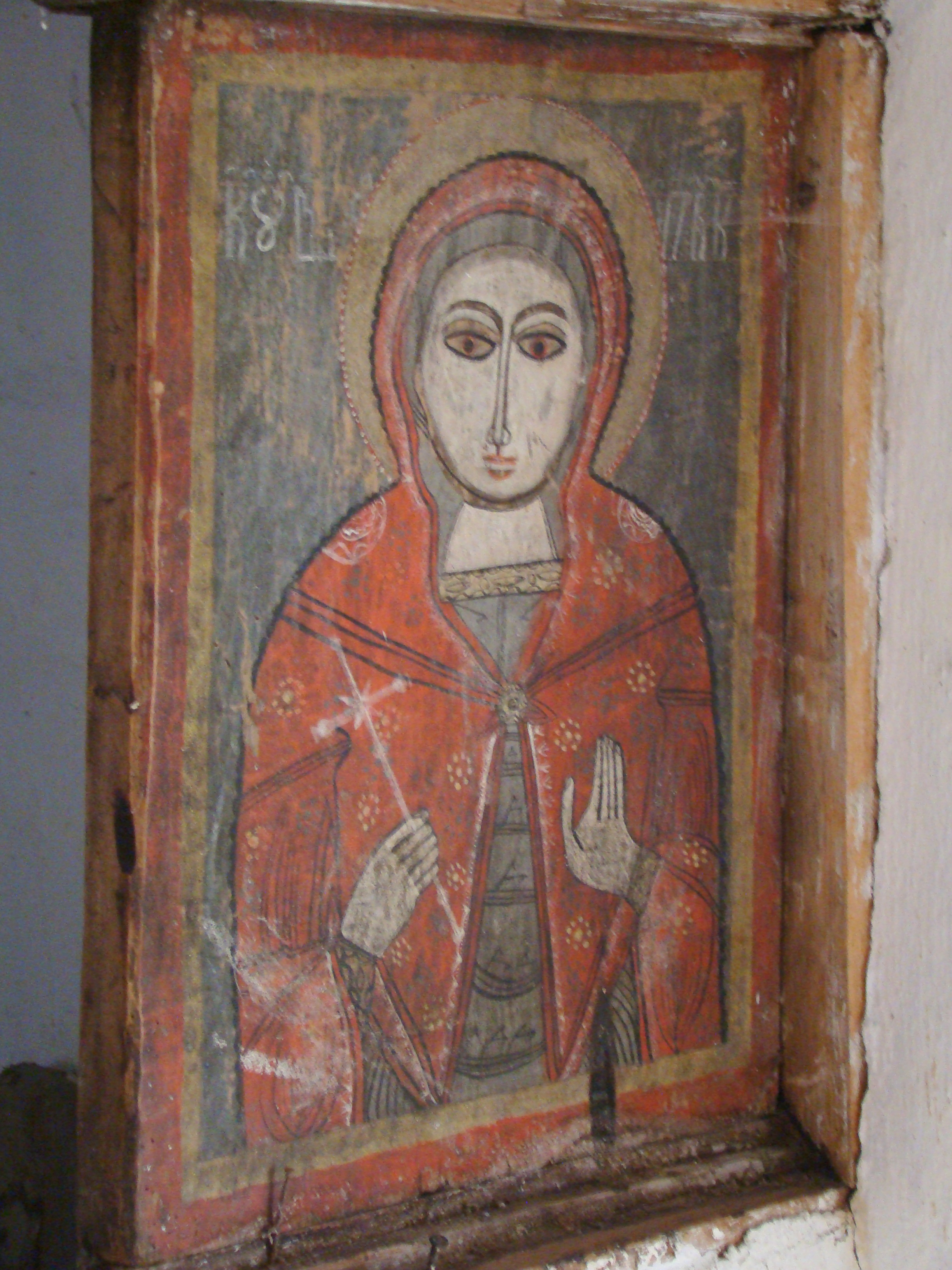
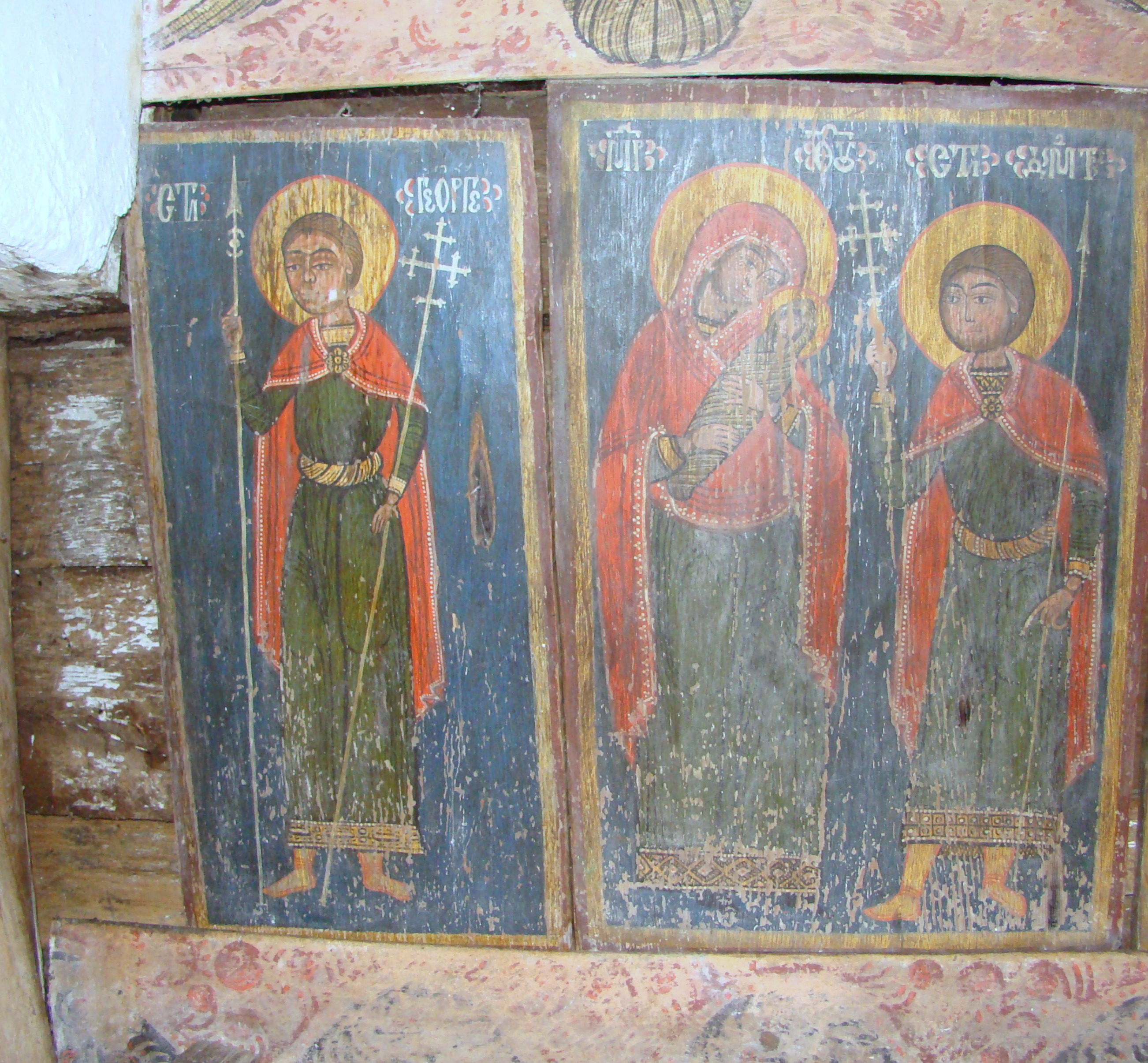
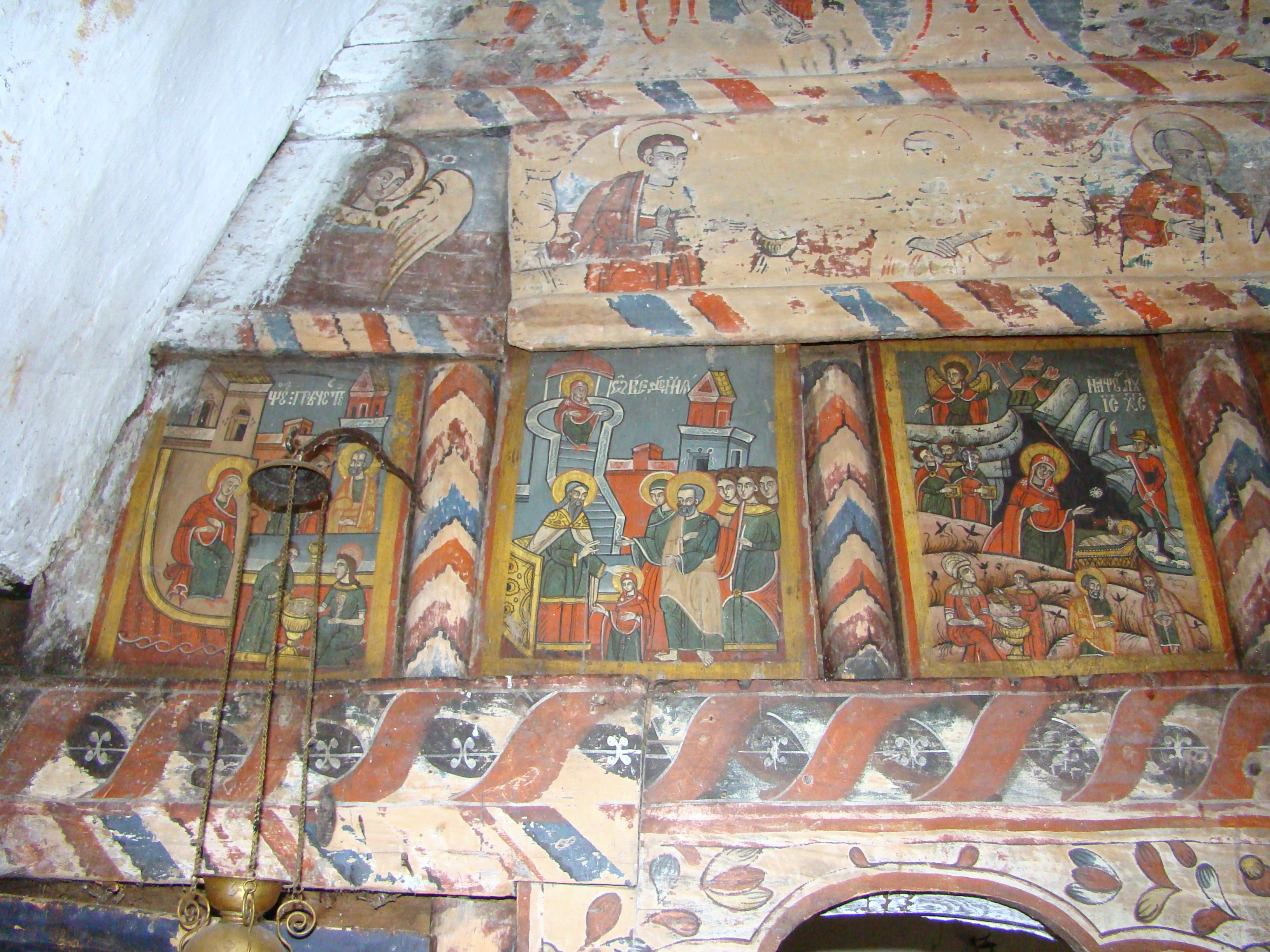
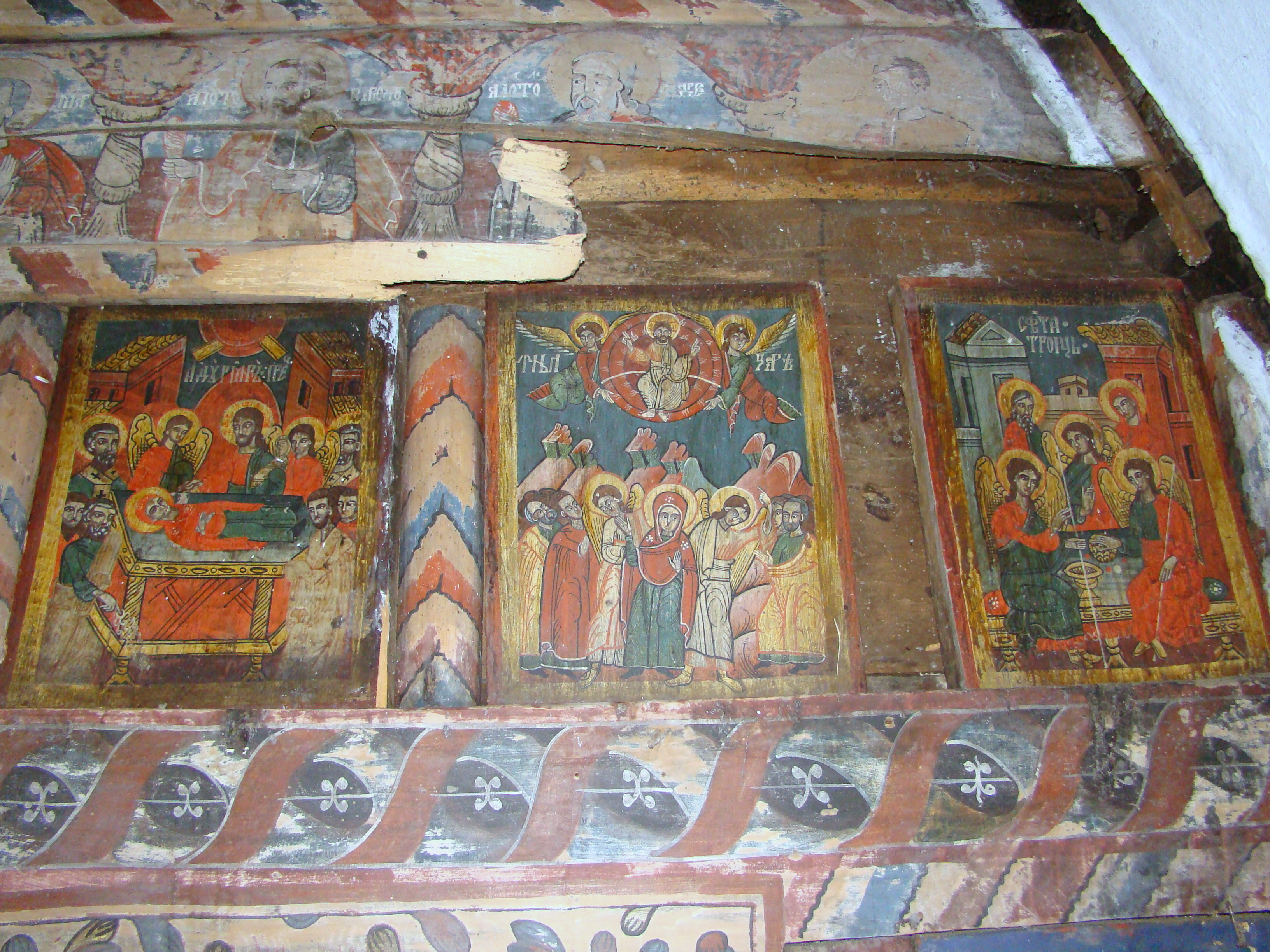